# Universidad de Boston

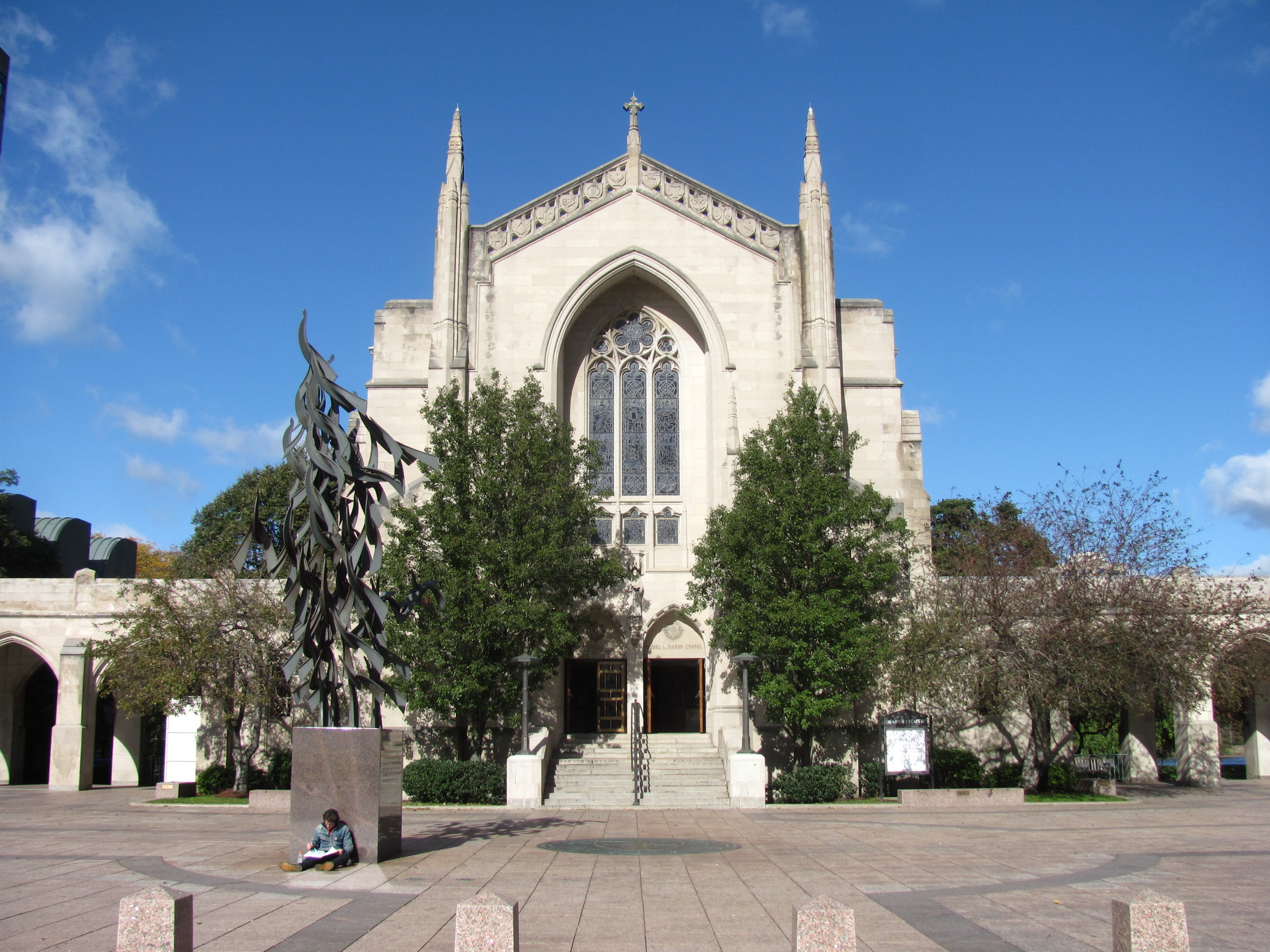
Marsh Chapel.

La Universidad de Boston (Boston University; BU por sus siglas en inglés) es una universidad privada localizada en Boston, Massachusetts, Estados Unidos. Aunque fue oficialmente establecida en Boston en el año 1869, se fundó como Instituto Bíblico de Newbury en Vermont, en 1839, por la Iglesia metodista unida.
Con más de 3000 docentes en el claustro y aproximadamente 30000 estudiantes, la Universidad de Boston es la cuarta universidad privada más grande en los Estados Unidos y el cuarto establecimiento que da más empleos en todo el estado.
La Universidad ofrece títulos de Grado, máster y doctorado a través de 18 escuelas y facultades que operan en dos campus urbanos separados. El campus principal está situado en la rivera del río Charles en el barrio Fenway-Kenmore de Boston, mientras que el campus médico universitario de Boston se encuentra en el barrio de South End.
El porcentaje de admisión de la Universidad de Boston es del 22 %, con una media de 32 en el ACT y de 1468 en el SAT.
Entre sus antiguos alumnos y facultad actual, la Universidad cuenta con ocho Premios Nobel, 23 Premios Pulitzer, 10 Rhodes Scholars, seis Marshall Scholars, 48 Sloan Fellows, nueve Premios Óscar, y ganadores de Premios Emmy y Tony. BU cuenta, además, con galardonados con becas MacArthur, Fulbright, Truman y Guggenheim, así como con miembros de la American Academy of Arts and Sciences y la National Academy of Sciences. En 1876, el entonces maestro Alexander Graham Bell patentó el teléfono y trabajo en su desarrollo en los laboratorios de la Universidad de Boston.

## Historia

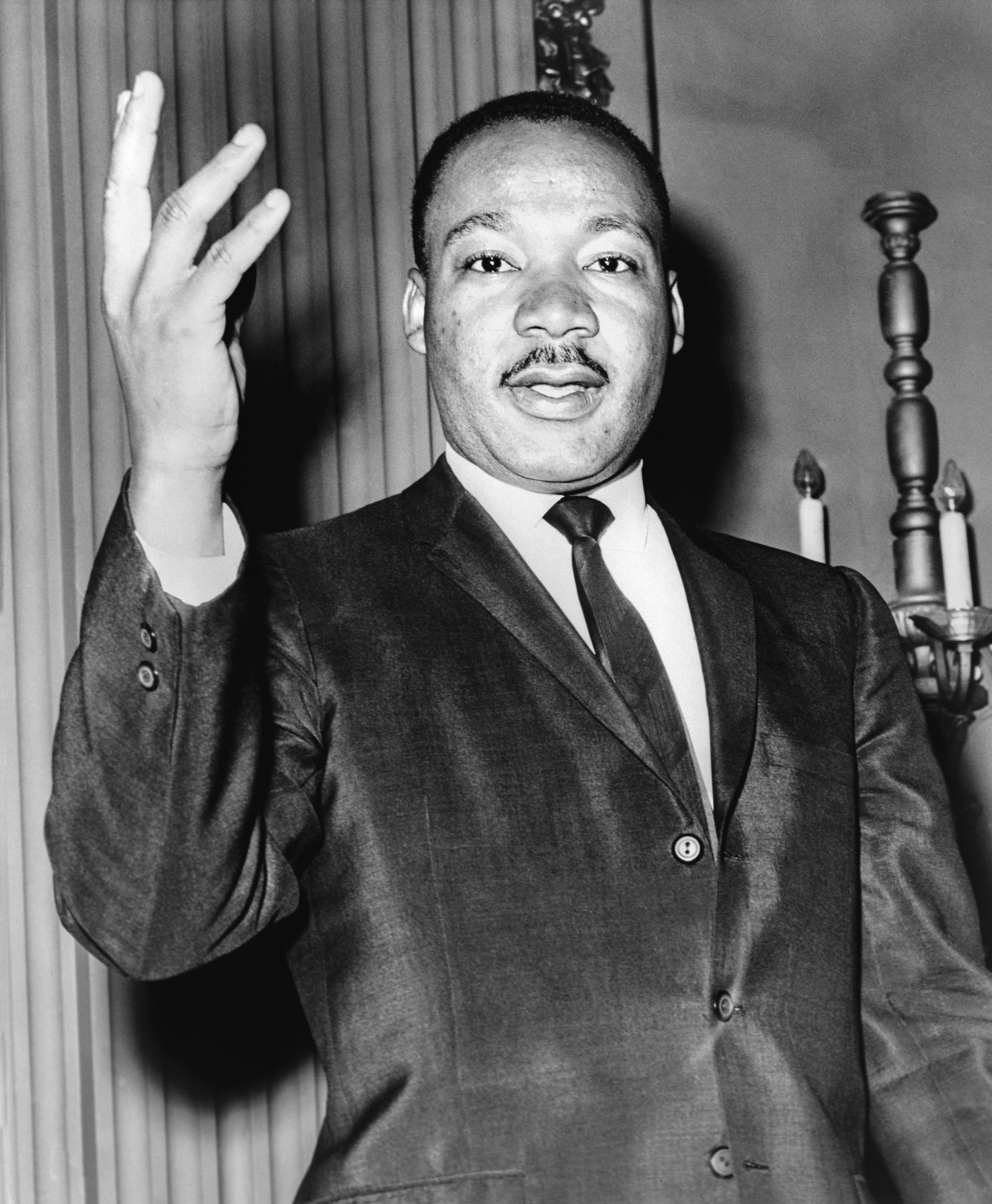
Martin Luther King se doctoró en la Universidad de Boston en 1955.

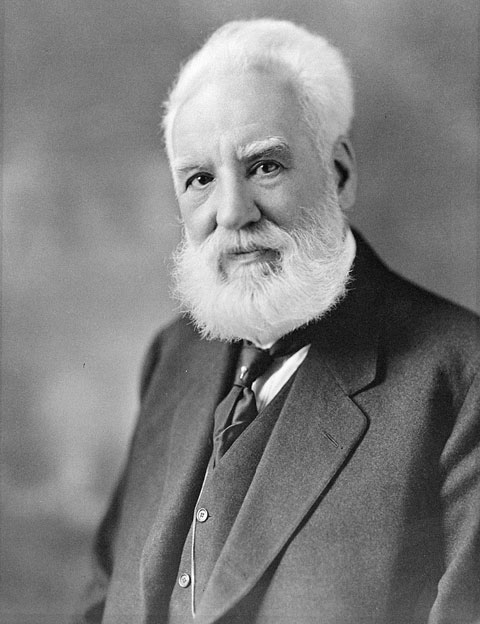
Alexander Graham Bell inventó el teléfono en la Universidad de Boston en 1875.

### Instituciones predecesoras y carta universitaria
La Universidad de Boston tiene sus raíces en el establecimiento del Instituto Bíblico de Newbury en Newbury, Vermont, en 1839,  y fue constituida con el nombre de "Universidad de Boston" por la Legislatura de Massachusetts en 1869. La universidad organizó celebraciones formales del centenario tanto en 1939 como en 1969.  Una u otra, o ambas fechas pueden aparecer en varios sellos oficiales utilizados por diferentes facultades de la universidad.
Del 24 al 25 de abril de 1839, un grupo de ministros metodistas y laicos de la iglesia Old Bromfield Street en Boston decidieron establecer una escuela teológica metodista. Fue creada en Newbury, Vermont, por ello, recibió el nombre de Newbury Biblical Institute.
En 1847, la Sociedad Congregacional en Concord, New Hampshire, invitó al instituto a trasladarse a Concord y ofreció un edificio de iglesia congregacional en desuso con una capacidad para 1200 personas. Otros ciudadanos de Concord cubrieron los costos de remodelación. Una de las estipulaciones de la invitación era que el Instituto permaneciera en Concord durante al menos 20 años. El estatuto emitido por New Hampshire designaba a la escuela como "Instituto Bíblico General Metodista", pero comúnmente se le llamaba "Instituto Bíblico Concord". 
Con los veinte años acordados llegando a su fin, los administradores del Instituto Bíblico Concord compraron 30 acres (120,000 m   en Aspinwall Hill en Brookline, Massachusetts, como posible lugar de reubicación. El instituto se mudó en 1867 al 23 de Pinkney Street en el vecindario de Beacon Hill de Boston y recibió una carta de Massachusetts como el "Seminario Teológico de Boston".
En 1869, tres fideicomisarios del Instituto Teológico de Boston obtuvieron de la Legislatura de Massachusetts un estatuto para una universidad con el nombre de "Universidad de Boston".  Estos fideicomisarios eran exitosos empresarios de Boston y laicos metodistas, con un historial de participación en empresas educativas, y se convirtieron en los fundadores de la Universidad de Boston. Eran Isaac Rich (1801–1872), Lee Claflin (1791–1871) y Jacob Sleeper (1802–1889), quienes más tarde recibieron el nombre de los tres dormitorios del West Campus de la Universidad de Boston. El hijo de Lee Claflin, William, era entonces gobernador de Massachusetts y firmó la Carta Universitaria el 26 de mayo de 1869, después de que fuera aprobada por la Legislatura.

Como informa Kathleen Kilgore en su libro Transformations, A History of Boston University, los fundadores ordenaron la inclusión en los Estatutos de la siguiente disposición, inusual para su época:
Los Fideicomisarios nunca exigirán a ningún instructor de dicha Universidad que profese opiniones religiosas particulares como prueba de su cargo, y a ningún estudiante se le negará la admisión... a causa de las opiniones religiosas que pueda tener; disponiéndose, no obstante, que esta sección no aplicará al departamento de teología de dicha Universidad. 
Todos los departamentos de la nueva universidad también estaban abiertos a todos en pie de igualdad, independientemente de su sexo, raza o (con excepción de la Facultad de Teología) religión.

### Primeros años (1870-1900)
El Instituto Teológico de Boston fue absorbido por la Universidad de Boston en 1871 como la Escuela de Teología de la BU. 

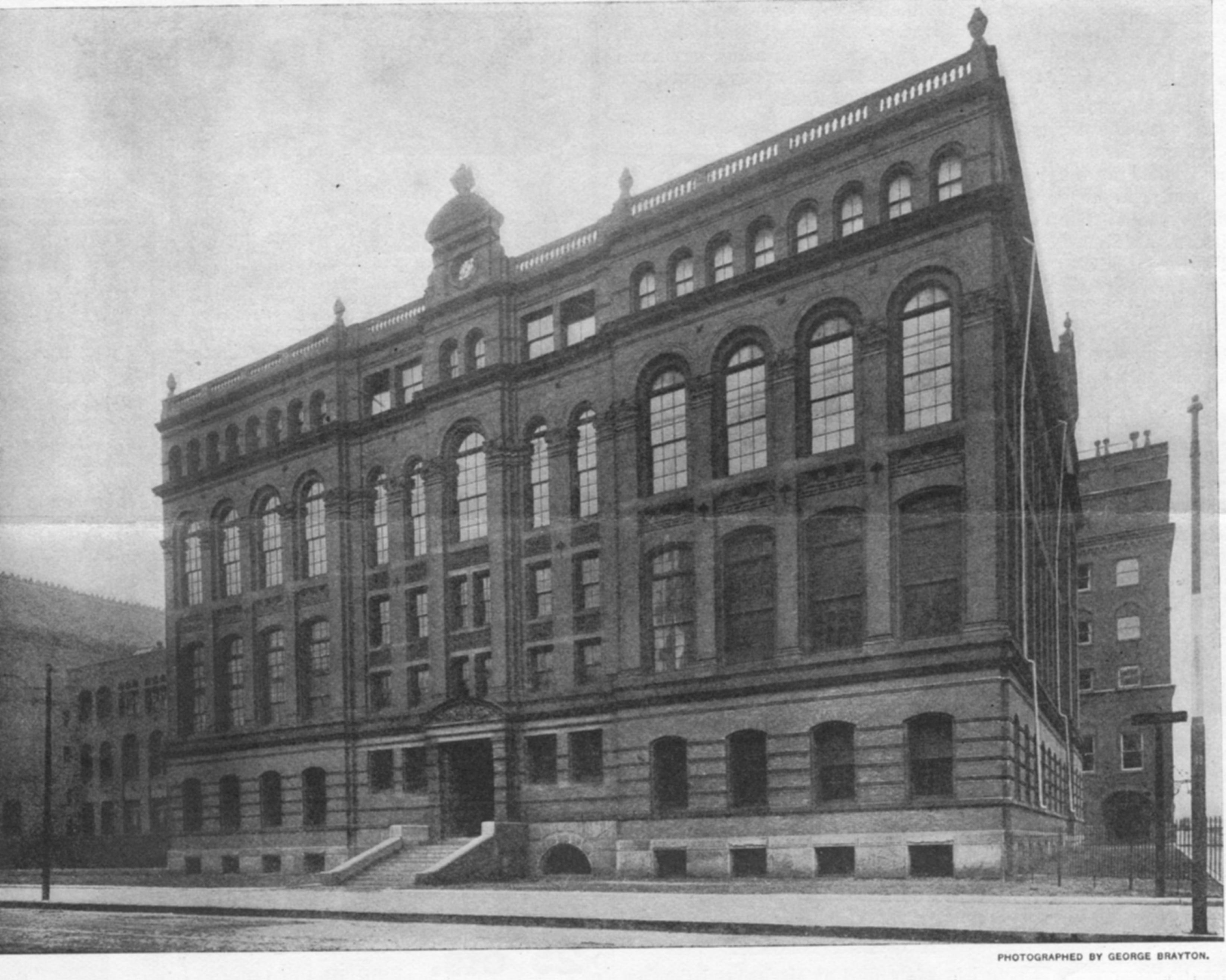
688 Boylston Street, sede de la Facultad de Artes Liberales, precursora de la Facultad de Artes y Ciencias.

El 13 de enero de 1872, Isaac Rich murió, dejando la mayor parte de su patrimonio a un fideicomiso que pasaría a la Universidad de Boston después de diez años de crecimiento mientras se organizaba la universidad. La mayor parte de este legado consistió en bienes inmuebles en todo el centro de la ciudad de Boston, valorados en más de 1,5 millones de dólares. Kilgore describe esto como la donación individual más grande a un colegio o universidad estadounidense hasta ese momento. En diciembre, sin embargo, el Gran Incendio de Boston de 1872 había destruido todos menos uno de los edificios que Rich había dejado a la universidad, y las compañías de seguros con las que estaban asegurados estaban en quiebra. El valor de su patrimonio, cuando fue entregado a la universidad en 1882, era la mitad de lo que había sido en 1872.
Como resultado, la universidad no pudo construir el campus que contemplaba en Aspinwall Hill y el terreno se vendió poco a poco como sitios de desarrollo. Los nombres de las calles del área, incluidos Claflin Road, Claflin Path y University Road, son la única evidencia que queda de propiedad de la universidad en esta área. Después del incendio, la Universidad de Boston estableció sus nuevas instalaciones en edificios repartidos por Beacon Hill y luego se expandió al área de Boylston Street y Copley Square, antes de construir su campus Charles River en la década de 1930. 
Después de recibir un adelanto de salario de un año para poder continuar con su investigación en 1875, Alexander Graham Bell, entonces profesor de la escuela inventó el teléfono en un laboratorio de la Universidad de Boston.  En 1876, Borden Parker Bowne fue nombrado profesor de filosofía. Bowne, una figura importante en la historia del pensamiento religioso estadounidense fue un filósofo y teólogo cristiano estadounidense de tradición metodista. Es conocido por sus contribuciones al personalismo, una rama filosófica de la teología liberal.  El movimiento que dirigió a menudo se conoce como Personalismo de Boston. 

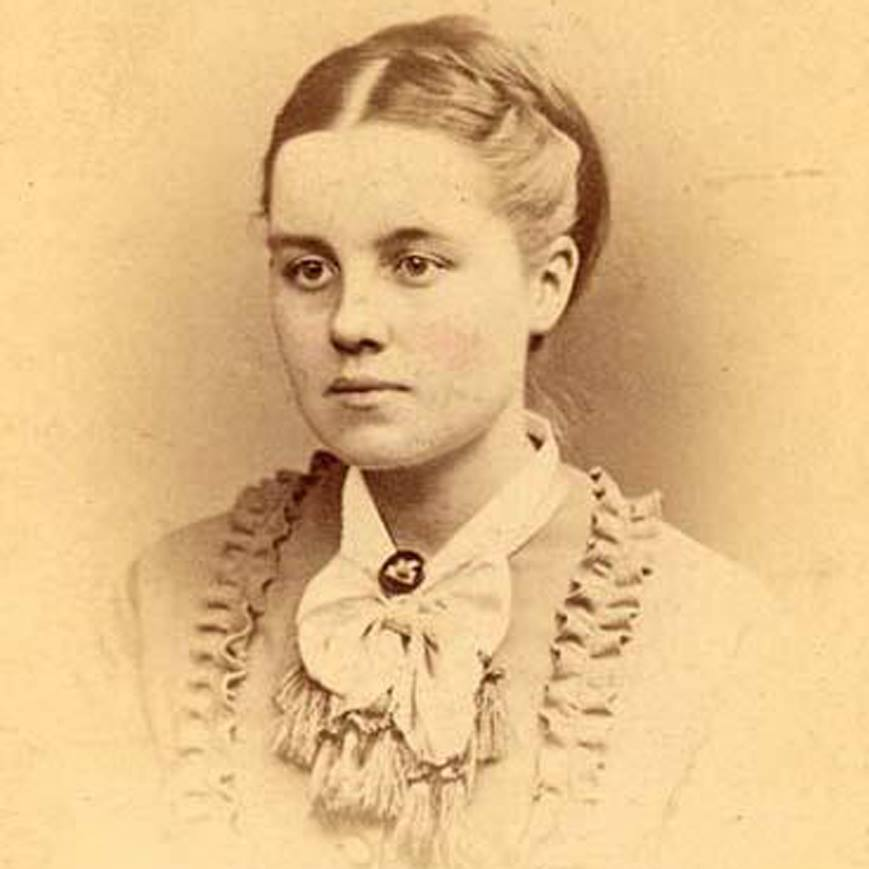
Helen Magill White, la primera mujer en doctorarse en una universidad estadounidense

La universidad continuó su tradición de apertura en este período. En 1877, la Universidad de Boston se convirtió en la primera universidad estadounidense en otorgar un doctorado a una mujer, cuando la estudiosa de los clásicos Helen Magill White obtuvo el suyo con una tesis sobre "El drama griego".   Luego, en 1878, Anna Oliver se convirtió en la primera mujer en recibir una licenciatura en teología en los Estados Unidos, pero la Iglesia Metodista no quiso ordenarla.  Lelia J. Robinson, quien se graduó en la facultad de derecho de la universidad en 1881, se convirtió en la primera mujer admitida en el colegio de abogados en Massachusetts.  Solomon Carter Fuller, que se graduó en la Facultad de Medicina de la universidad en 1897, se convirtió en el primer psiquiatra negro de Estados Unidos y haría importantes contribuciones al estudio de la enfermedad de Alzheimer. 

### SigloXXy establecimiento del campus de Charles River

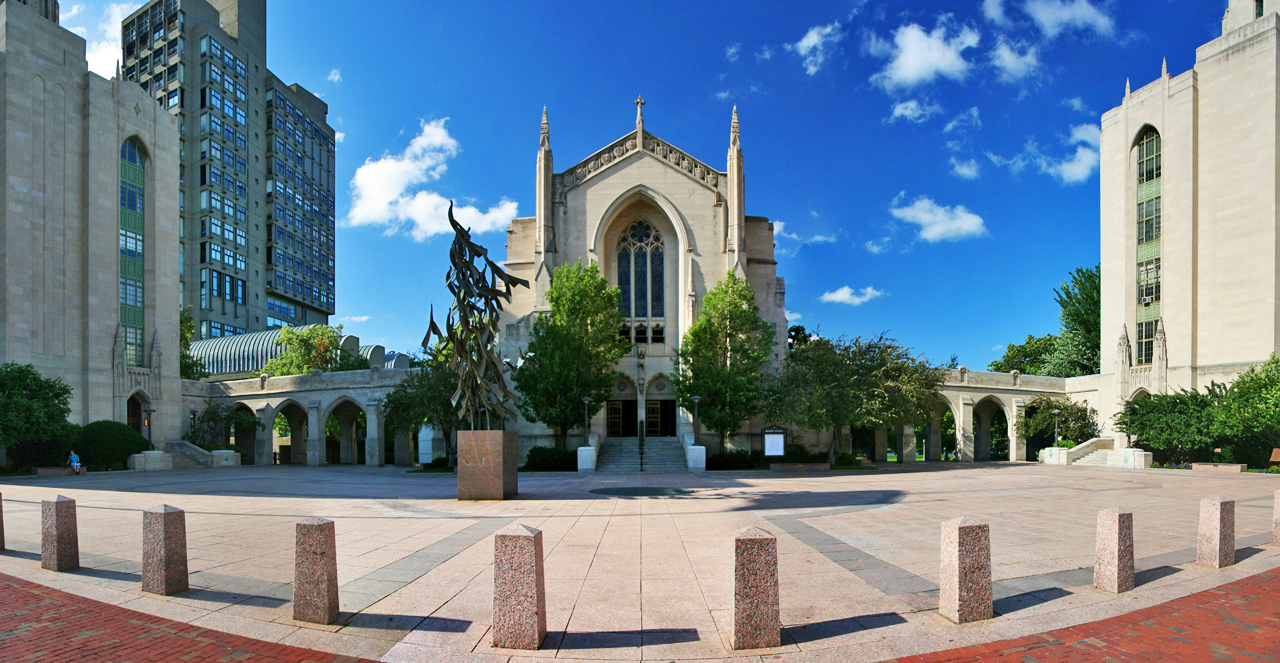
Marsh Plaza y los edificios circundantes fueron una de las primeras partes completadas del campus de Charles River.

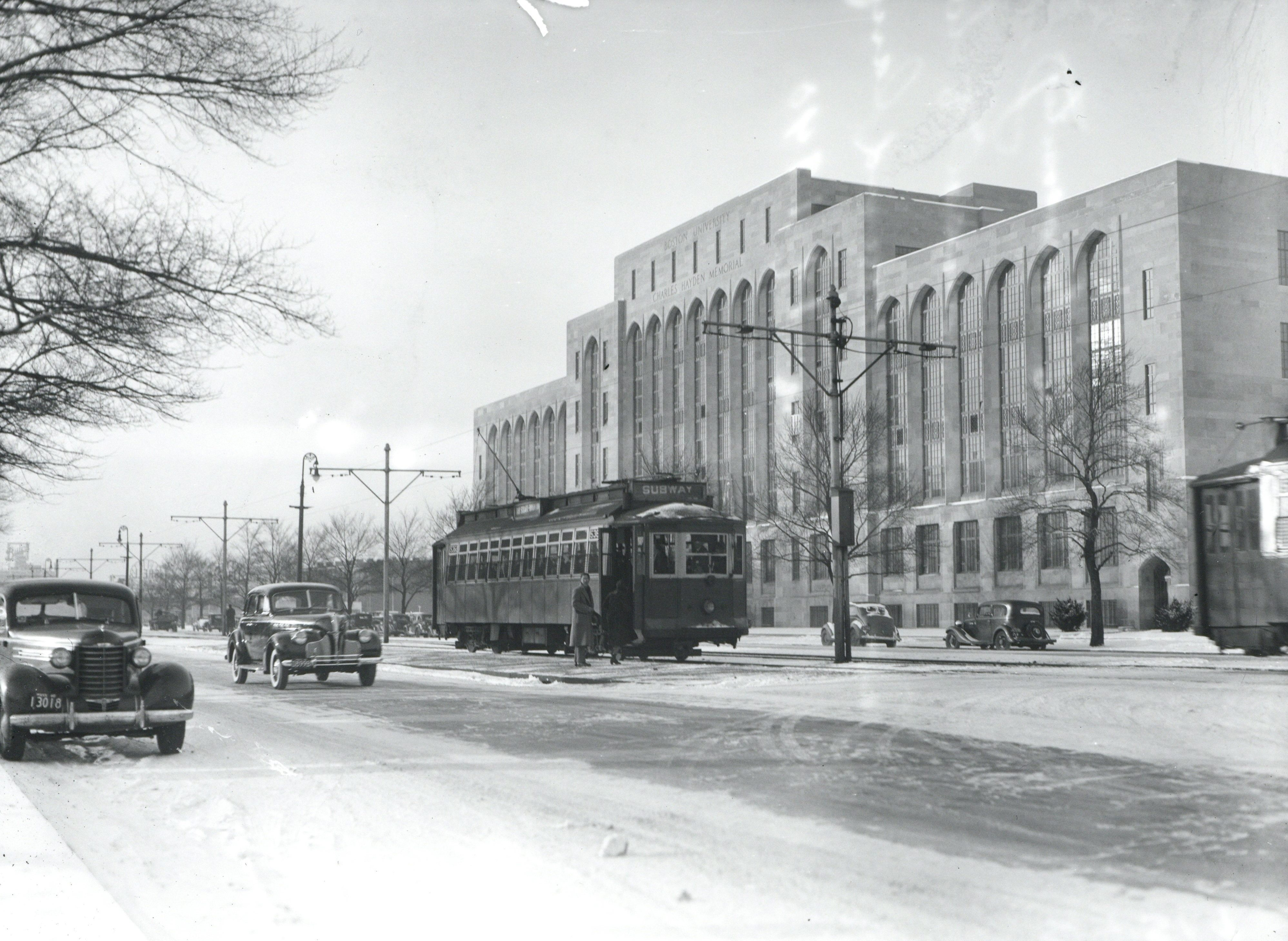
Avenida Commonwealth en la década de 1930

Buscando unificar una escuela geográficamente dispersa y permitirle participar en el desarrollo de la ciudad, el presidente de la escuela, Lemuel Murlin, dispuso que la escuela comprara el campus actual a lo largo del río Charles. Entre 1920 y 1928, la escuela compró los 15 acres (61,000 m   de terreno que había sido ganado al río por la Riverfront Improvement Association. Los planes para un cuadrilátero junto al río con una torre administrativa de estilo gótico inspirada en el "Old Boston Stump" en Boston, Inglaterra, se redujeron a finales de la década de 1920 cuando la Comisión del Distrito Metropolitano del Estado utilizó la expropiación para apoderarse de terrenos frente al río para Storrow Drive.  Murlin nunca pudo construir el nuevo campus, pero su sucesor, Daniel L. Marsh, dirigió una serie de campañas de recaudación de fondos (interrumpidas tanto por la Gran Depresión como por la Segunda Guerra Mundial) que ayudaron a Marsh a lograr su sueño y a llenar gradualmente el nuevo campus de la universidad.  En la primavera de 1936, el alumnado incluía 10.384 hombres y mujeres. 
En 1951, Harold C. Case se convirtió en el quinto presidente de la escuela y bajo su dirección el carácter del campus cambió significativamente, ya que buscó convertir la escuela en una universidad nacional de investigación. El campus triplicó su tamaño a 45 acres (180,000 m   y agregó 68 nuevos edificios antes de que Case se retirara en 1967. Se construyeron los primeros dormitorios grandes, Claflin, Rich y Sleeper Halls en West Campus, y en 1965 comenzó la construcción en 700 Commonwealth Avenue, más tarde llamada Warren Towers, diseñada para albergar a 1800 estudiantes. Entre 1961 y 1966, la BU Law Tower, la George Sherman Union y la Mugar Memorial Library se construyeron en estilo brutalista, una desviación de la arquitectura tradicional de la escuela. La Facultad de Ingeniería y la Facultad de Comunicaciones estaban ubicadas en un antiguo edificio estable y una sala de exhibición de automóviles, respectivamente.  Además de sus esfuerzos por expandir la universidad hasta convertirla en un rival de las instituciones académicas más prestigiosas del Gran Boston, como la Universidad de Harvard y el Instituto de Tecnología de Massachusetts (ambas en Cambridge, al otro lado del río Charles desde el campus de la BU), Case participó en el inicio de la agitaciones estudiantiles y sociales que caracterizaron la década de 1960.

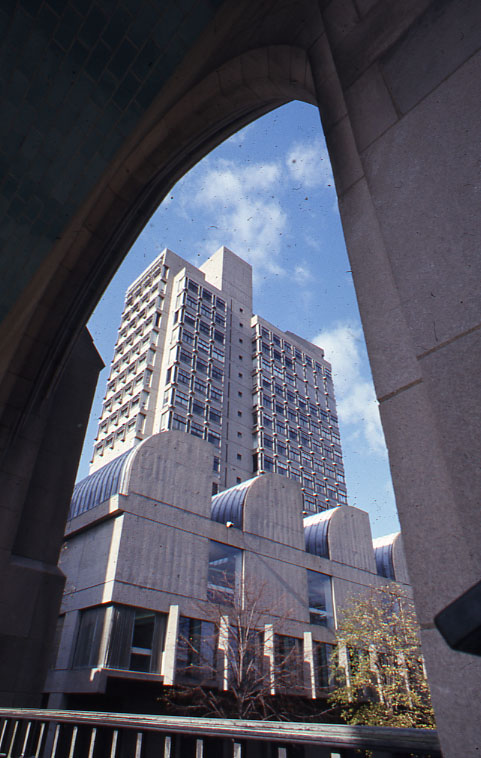
Los edificios de Sert ampliaron el campus en los años 60.

Cuando en la primavera de 1964 comenzó a crecer una pequeña disputa sobre la política editorial en la radio universitaria WBUR-FM, cuyas oficinas estaban bajo un alto mástil de antena de radio frente a la Escuela de Relaciones Públicas y Comunicaciones (más tarde Facultad de Comunicaciones), Case persuadió a los administradores de la universidad de que la universidad debería hacerse cargo de la estación de radio ampliamente escuchada (ahora un importante medio de comunicación de la Radio Pública Nacional y todavía una instalación de transmisión propiedad de la BU). Los fideicomisarios aprobaron el despido de estudiantes directivos y tomaron medidas drásticas contra la programación y la política editorial, que habían sido dirigidas por Jim Thistle, más tarde una fuerza importante en el medio informativo de radiodifusión de Boston. La disputa política en el campus entre la administración conservadora de Case y el cuerpo estudiantil repentinamente activo y en su mayoría liberal condujo a otras disputas sobre las publicaciones impresas de los estudiantes de BU, como BU News y Scarlet, un periódico de una asociación de fraternidades.
La presidencia de John Silber también vio una gran expansión del campus y los programas. A finales de la década de 1970, la Clínica Lahey abandonó su edificio en 605 Commonwealth Avenue y se mudó a Burlington, Massachusetts. BU compró el edificio desocupado para albergar la Escuela de Educación.  Después de llegar de la Universidad de Texas en 1971, Silber se propuso transformar la universidad en un centro global de investigación mediante la contratación de profesores estrella. Dos de las "estrellas" de su facultad, Elie Wiesel y Derek Walcott, ganaron premios Nobel poco después de que Silber los reclutara.  Otros dos, Saul Bellow y Sheldon Glashow, ganaron premios Nobel antes de que Silber los reclutara. 
Además de reclutar nuevos académicos, Silber amplió el campus físico, construyendo el Centro de Fotónica para el estudio de la luz, un nuevo edificio para la Escuela de Administración y el Edificio de Ingeniería y Ciencias de la Vida para investigaciones interdisciplinarias, entre otros proyectos.  La expansión del campus continuó en la década de 2000 con la construcción de nuevos dormitorios y el Agganis Arena.

### Historia del activismo de estudiantes y profesores en el campus
Para protestar por el mal estado del plan de estudios afroamericano de la Universidad de Boston, el 25 de abril de 1968 (tres semanas después del asesinato de Martin Luther King Jr.), estudiantes afroamericanos realizaron una sentada y encerraron al presidente de la BU, Arland F. Christ. Janer estuvo fuera de su oficina durante 12 horas.  Umoja, la Unión de Estudiantes Negros de la Universidad de Boston, presentó diez demandas a Christ-Janer y consiguió que se aprobaran nueve de ellas, que incluían la creación de una Cátedra Martin Luther King de Ética Social, la expansión de los recursos bibliotecarios y servicios de tutoría afroamericanos, la apertura de una "Cátedra Afro -American Coordinating Center", admisión y selección de más estudiantes y profesores negros. No se tomó ninguna medida disciplinaria contra los estudiantes que sólo abrieron las cadenas después de que se cumplieron sus demandas. "No hubo sorpresa ni sentimiento de victoria por parte de los estudiantes", dijo Christ-Janer en respuesta a la sentada. "Ellos tenían confianza en sus demandas y yo tenía confianza en ellos. La universidad, tanto blanca como negra, fue la ganadora".  A finales del siglo XX se produjo una culminación del activismo estudiantil en la Universidad de Boston durante la presidencia de John R. Silber. En 1972, surgieron protestas estudiantiles contra el respaldo de la administración universitaria al reclutamiento de la Infantería de Marina en el campus, que enfrentaron una importante oposición de la Sociedad Democrática de Estudiantes. 
El 27 de marzo de 1972, 50 agentes de policía con "equipo antidisturbios" desactivaron una manifestación de 150 manifestantes en 195 Bay State Road, la Oficina de Colocación de la BU, donde los reclutadores de la Marina estaban manteniendo entrevistas a los estudiantes. Algunos manifestantes fueron arrestados y otros sufrieron heridas leves, entre ellos un estudiante y dos agentes. Contrariamente a las afirmaciones de los estudiantes sobre una protesta pacífica, Silber dijo: "La civilización no abdica frente a la barbarie. Aquellos estudiantes o no estudiantes que deliberadamente buscan una confrontación violenta y rechazan todos los esfuerzos por resolver pacíficamente los problemas deben esperar que la sociedad use su poder policial para su propia defensa." En respuesta a la decisión de Silber de una intervención policial contundente, el Estado de la Facultad llevó a cabo una votación sobre la dimisión de Silber que no pudo aprobarse debido a una "votación de 140 a 25 y 32 abstenciones".  Como resultado de esta moción fallida, Peter P. Gabriel renunció a su puesto como decano de la Escuela de Administración de la Universidad de Boston en protesta por la presidencia de Silber y su liderazgo "contraproducente".  El apoyo de Silber al reclutamiento militar en el campus, que impulsó para que la universidad fuera elegible para subvenciones federales,  provocó otras manifestaciones. El 5 de diciembre de 1972, quince funcionarios del gobierno estudiantil de la BU iniciaron una huelga de hambre de tres días en Marsh Chapel exigiendo a Silber "que presentara una demanda contra el gobierno federal desafiando la constitucionalidad de la Enmienda Herbert". 
El 16 de marzo de 1978, alrededor de 900 estudiantes de la Universidad de Boston se reunieron en el George Sherman Union para protestar contra el aumento de 400 dólares en la matrícula y el aumento de 150 dólares en los gastos de vivienda declarados por los fideicomisarios el  La protesta interrumpió una conferencia de la junta directiva. Mientras John Silber y Arthur GB Metcalf, el presidente de la junta directiva, estaban negociando con representantes del gobierno estudiantil para discutir el asunto más a fondo en otra ocasión, los manifestantes entraron al edificio desde dos entradas, atrapando efectivamente a 40 miembros de la junta directiva y 10 administradores universitarios. en el edificio durante más de treinta minutos. Veinte agentes del Departamento de Policía de la Universidad de Boston tuvieron que dispersar a la multitud que se encontraba en las escaleras. La protesta resultó en el arresto de Joshua Grossman, de 19 años, mientras que otro estudiante y dos agentes del BUPD fueron trasladados a hospitales. 
El 5 de abril de 1979, varios cientos de profesores, así como trabajadores administrativos y bibliotecarios se declararon en huelga. Los miembros de la facultad buscaban un contrato laboral mientras que los trabajadores administrativos y bibliotecarios buscaban el reconocimiento sindical. La huelga terminó a mediados de abril en condiciones favorables para los empleados.
El 27 de noviembre de 1979, el comité para la Defensa de los Estudiantes Iraníes—compuesto por estudiantes iraníes, Jóvenes Contra el Fascismo Extranjero y el Partido Comunista Revolucionario—realizó una manifestación en la Unión George Sherman contra el derrocado Sha de Irán y la deportación de estudiantes iraníes del A NOSOTROS. "Para el pueblo iraní, ese hombre (el sha) es Adolf Hitler", protestaron los estudiantes. "El Shah debe afrontar la ira del pueblo". Esto fue recibido con cánticos de "Dios bendiga a América" del grupo contrario. Veinte policías disolvieron a los bandos enfrentados, aunque no se realizaron arrestos. 

### SigloXXI
Tras la presión de los fideicomisarios para que renunciara el octavo presidente de la universidad, Jon Westling, votaron unánimemente para ofrecer la presidencia de la universidad a Daniel S. Goldin, ex administrador de la NASA bajo los presidentes George HW Bush, Bill Clinton y George W. Arbusto. Goldin estaba previsto que asumiera el cargo el 1 de noviembre de 2003 y tomara posesión oficialmente el 17 de noviembre, aunque el acuerdo fracasó en la semana previa a su llegada a Boston.
La universidad finalmente rescindió el contrato de Goldin a un costo de 1,8 dólares. millones e inició una segunda búsqueda para ocupar el puesto presidencial, que culminó con la toma de posesión de Robert A. Brown como décimo presidente de la universidad el 27 de abril de 2006. ( Aram Chobanian, que había servido como presidente interino durante la mayor parte de la segunda búsqueda, fue reconocido formalmente como el noveno presidente en 2005.)  A raíz de este fiasco, se tomaron varias medidas para mejorar la imagen proyectada ante los potenciales candidatos presidenciales, así como el funcionamiento de la propia junta. 
En 2012, la universidad fue invitada a unirse a la Asociación de Universidades Americanas, que comprende 66 universidades de investigación líderes en los Estados Unidos y Canadá. BU, una de las cuatro universidades invitadas en ese momento a unirse al grupo desde el año 2000, se convirtió en el miembro número 62. En el área de Boston, Harvard, MIT, Tufts y Brandeis también son miembros.   
Ese mismo año, se lanzó una campaña de recaudación de fondos de mil millones de dólares, su primera campaña integral, que enfatizaba la ayuda financiera, el apoyo de los profesores, la investigación y las mejoras de las instalaciones. En 2016 se alcanzó el objetivo de la campaña. La junta directiva votó a favor de elevar el objetivo a 1.500 millones de dólares y extenderlo hasta 2019. La campaña ha financiado 74 nuevos puestos docentes, incluidas 49 cátedras titulares nombradas y 25 cátedras de desarrollo profesional.  La campaña concluyó en septiembre de 2019 y recaudó un total de 1.850 millones de dólares en siete años. 
En febrero de 2015, la facultad adoptó una política de acceso abierto para que sus becas fueran públicamente accesibles en línea. 

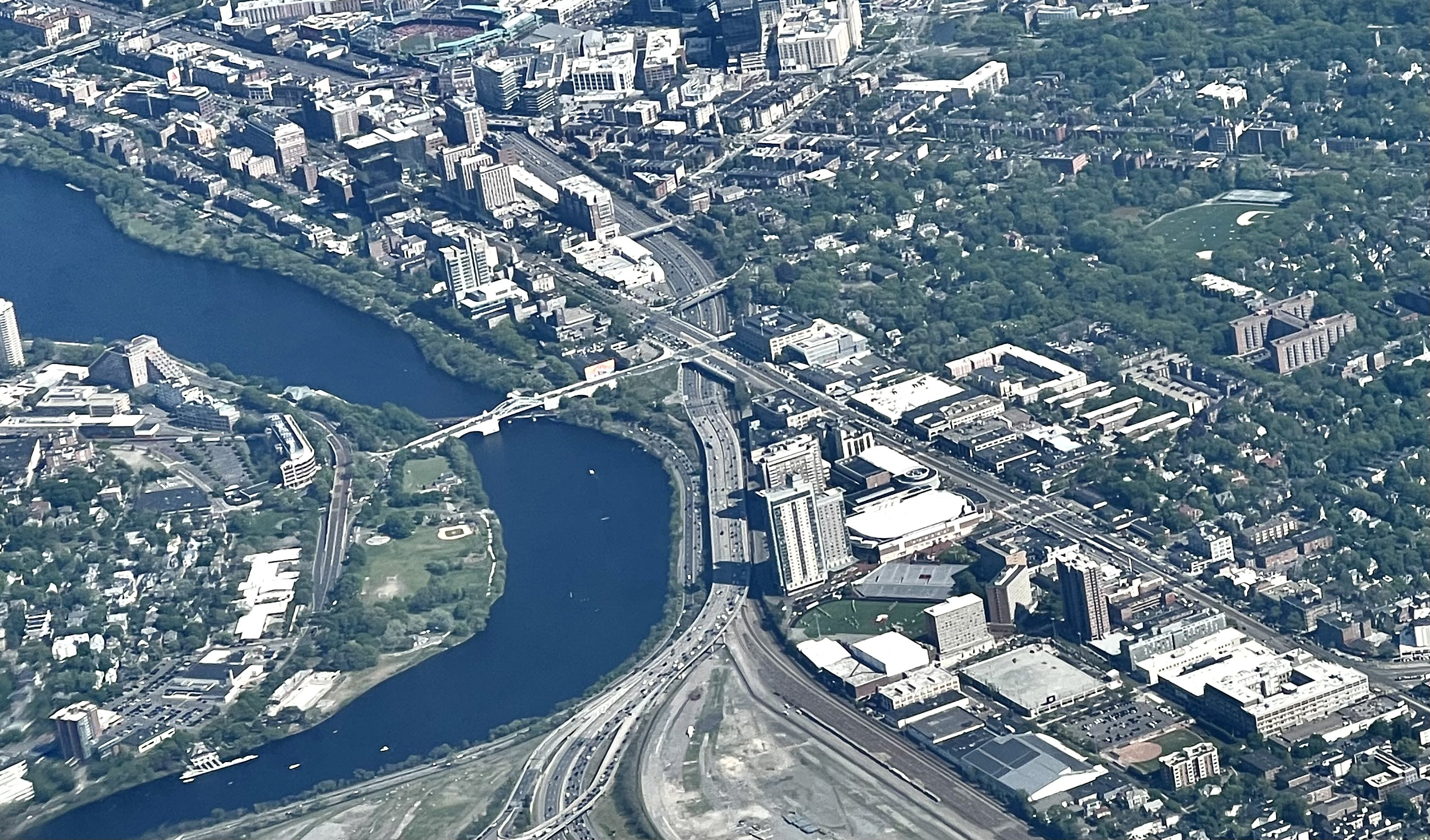
Vista aérea del campus.

Los campus de Charles River y Medical han experimentado transformaciones físicas desde 2006, desde nuevos edificios y campos de juego hasta renovaciones de dormitorios. El campus ha visto la adición de una residencia de estudiantes de 26 pisos en 33 Harry Agganis Way, apodada StuVi2, el New Balance Playing Field, el Yawkey Center for Student Services, el Alan and Sherry Leventhal Center, la Law Tower y el anexo Redstone, el Centro de Innovación de Productos de Ingeniería (EPIC), el Centro Rajen Kilachand de Ingeniería y Ciencias de la Vida Integradas y el Teatro Joan and Edgar Booth, que se inauguró en el otoño de 2017.La construcción del Centro Rajen Kilachand de Ingeniería y Ciencias de la Vida Integradas fue financiada por parte de la donación más grande jamás realizada por BU, una donación de $ 115 millones de Rajen Kilachand.  El Centro de Antiguos Alumnos de la Familia Dahod en el renovado Castillo BU comenzó en mayo de 2017 y se completó en el otoño de 2018.  El desarrollo del parque de viviendas existente de la universidad ha incluido renovaciones significativas en el dormitorio más antiguo de BU, Myles Standish Hall and Anexo, y en Kilachand Hall, anteriormente conocido como Shelton Hall, y una nueva residencia de estudiantes en el Campus Médico.
En 2019, la Universidad de Boston amplió su programa de ayuda financiera para "satisfacer todas las necesidades de todos los estudiantes nacionales que califican para recibir ayuda financiera", a partir del otoño de 2020.
En septiembre de 2022, Robert A. Brown anunció que dimitirá al final del año académico 2022-2023. Brown comenzó su presidencia en septiembre de 2005 y su contrato debía durar hasta 2025.Aunque Brown opta por poner fin a su presidencia, reanudará la docencia en la universidad.Desde el 1 de agosto de 2023, Kenneth W. Freeman se desempeña como presidente interino, hasta que se encuentre un reemplazo para Brown.En octubre de 2023, Melissa Gilliam fue nombrada presidenta entrante y su mandato comenzará el 1 de julio de 2024.

### Respuesta a la pandemia de COVID-19
La universidad cerró debido a la pandemia de COVID-19 y pasó al aprendizaje en línea durante el resto del semestre el 11 de marzo de 2020. Para el semestre de otoño de 2020, BU ofreció un sistema híbrido que permite a los estudiantes decidir si tomar una clase remota o participar en persona. Las clases más grandes se dividirían en grupos más pequeños que rotarían entre sesiones en línea y presenciales. La escuela comenzó a administrar sus propias pruebas de COVID-19 para profesores, personal y estudiantes el 27 de julio de 2020. El nuevo Laboratorio de Pruebas Clínicas de la BU ha acelerado las pruebas que pueden dar resultados a los estudiantes, el personal y los profesores al día siguiente. El laboratorio utiliza ocho robots para procesar hasta 6.000 pruebas por día.  Un equipo de rastreo de contactos es parte del proceso para contener infecciones en el campus.  BU también inició un nuevo sitio web "Back2BU" para brindar a los estudiantes la información más reciente sobre la reapertura. Los resultados de las pruebas se publicaron en el Panel de datos de pruebas COVID-19 público de BU. 
Los Laboratorios Nacionales de Enfermedades Infecciosas Emergentes (NEIDL) de BU han estado trabajando con muestras vivas de coronavirus desde marzo de 2020 y, en ese momento, era el único laboratorio de Nueva Inglaterra que tenía muestras vivas.
En agosto de 2020, BU presentó una solicitud de marca de servicio ante la Oficina de Patentes y Marcas de los Estados Unidos para asegurar la frase "F*ck It Won't Cut It" para un programa de seguridad COVID-19 dirigido por estudiantes en el campus. El lema tiene como objetivo promover "acciones y comportamientos seguros e inteligentes para estudiantes universitarios en un entorno de COVID-19", según la solicitud.
En julio de 2021, la BU anunció que los profesores y el personal deberán vacunarse contra el COVID-19 para el semestre de otoño de 2022. Esto se produce después del requisito de vacunación para todos los estudiantes, que se anunció en abril.

### Investigación de COVID-19 y controversia sobre ganancia de función
En octubre de 2022, los Laboratorios Nacionales de Enfermedades Infecciosas Emergentes de la Universidad de Boston llevaron a cabo una investigación en un laboratorio de Nivel de Bioseguridad 3 que modificó la cepa original del virus que causa el COVID-19 con las proteínas de pico de la variante Omicron. Esto resultó en un virus que era más letal para los ratones de laboratorio que la propia variante Omicron, pero menos letal que la cepa original. Algunas autoridades médicas criticaron la investigación como una investigación peligrosa de " ganancia de función ", pero otros argumentaron que técnicamente no contaba como investigación de ganancia de función porque el virus modificado no era tan letal como la cepa original. Marc Lipsitch, de Harvard, sin embargo, argumentó que "estos son sin duda experimentos de ganancia de función. Como muchos han señalado, este es un término muy amplio que abarca muchos experimentos inofensivos y algunos potencialmente peligrosos. GOF es una técnica científica, no un epíteto". Si bien los investigadores de la BU obtuvieron la investigación interna y la aprobación del gobierno de Boston para la investigación, no notificaron al Instituto Nacional de Alergias y Enfermedades Infecciosas del gobierno de EE. UU. que financió el laboratorio. 

## Instalaciones

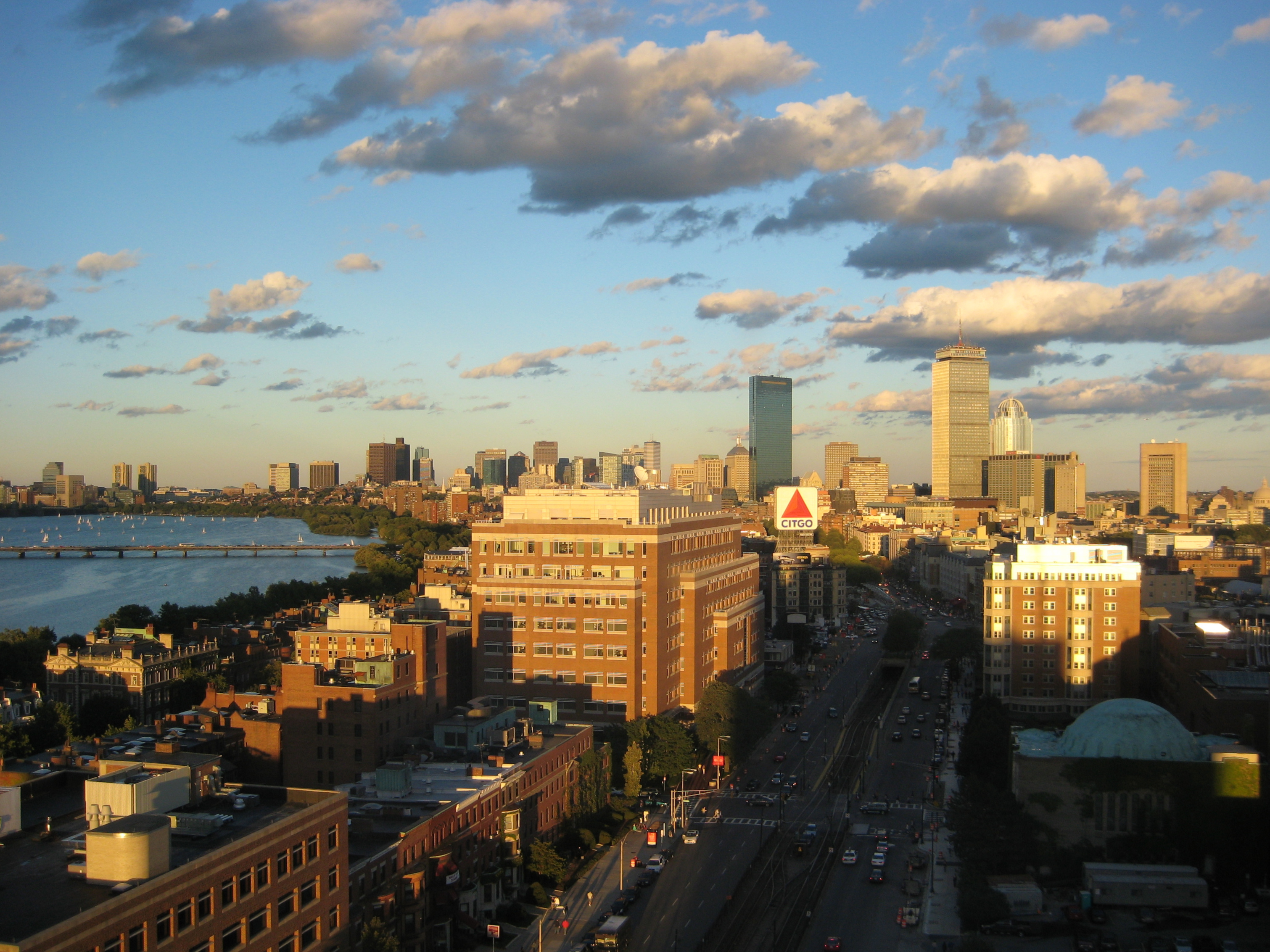
Campus Este de la Universidad de Boston a lo largo de Commonwealth Avenue.

### Campus e instalaciones de Boston

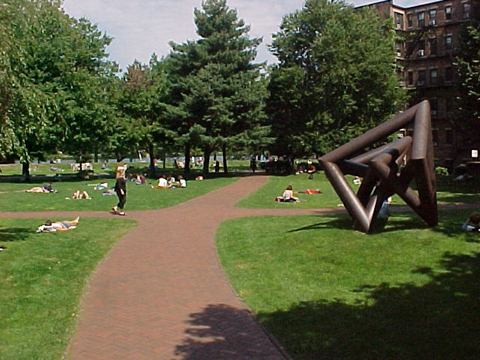
La "BU Beach" es una franja lineal de terreno intercalada entre el campus principal de la BU y la concurrida Storrow Drive, y se utiliza como un espacio al aire libre para relajarse y tomar el sol cuando hace buen tiempo.

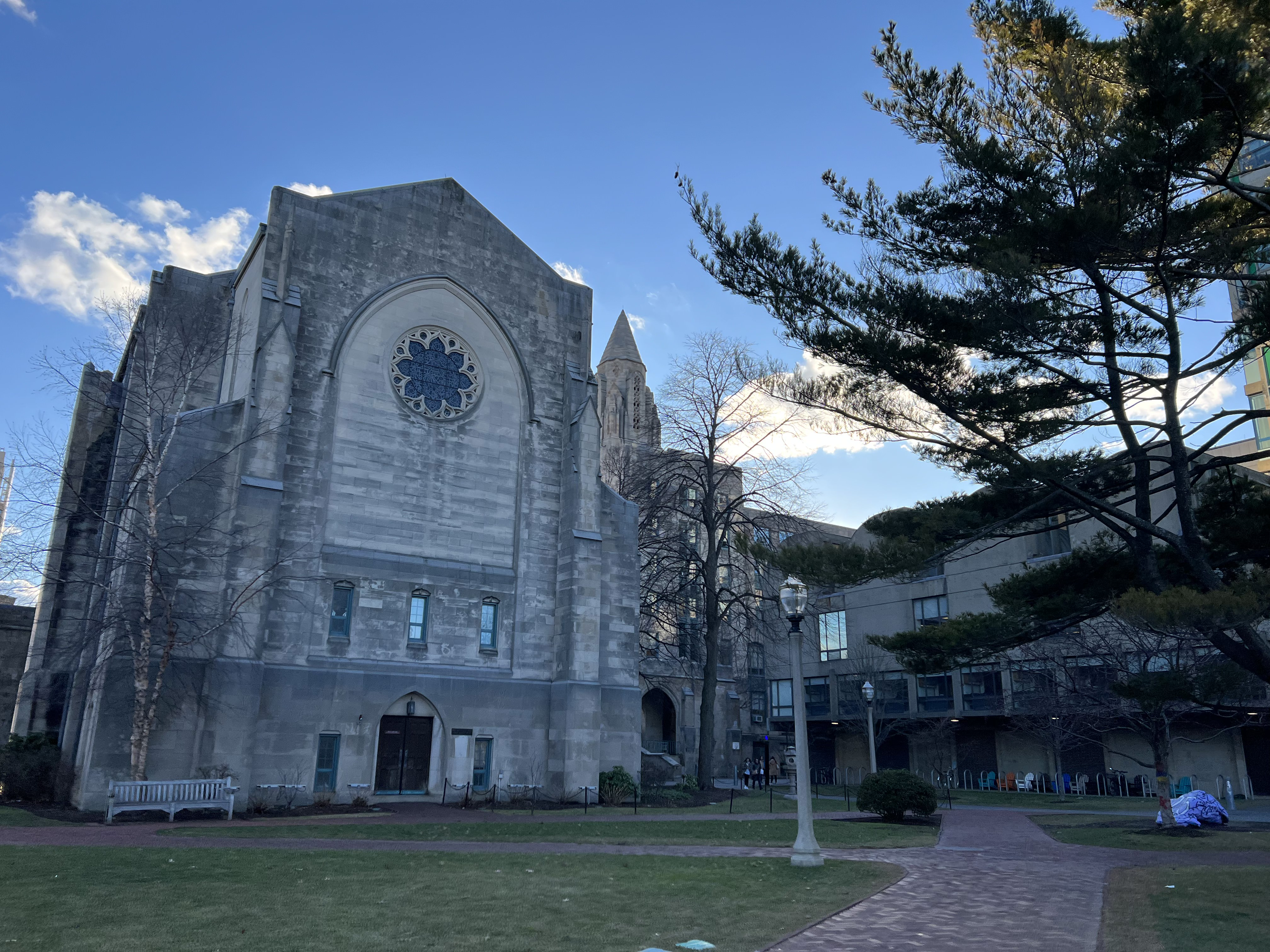
Marsh Chapel, ubicada en la playa de BU, está justo al lado del Auditorio de Derecho de BU.

El campus principal de Charles River de la universidad sigue Commonwealth Avenue y la Línea Verde, comenzando cerca de Kenmore Square y continuando por más de una milla y media hasta su final cerca del límite del vecindario Allston de Boston. El puente de la Universidad de Boston sobre el río Charles hacia Cambridge representa la línea divisoria entre el campus principal, donde se concentran la mayoría de las escuelas y edificios de aulas, y el campus oeste, que alberga varias instalaciones deportivas y campos de juego, el gran dormitorio del campus oeste y el nuevo John Complejo Hancock Student Village.
Los edificios principales del campus de BU están separados del parque Charles River Esplanade y del sendero para bicicletas Paul Dudley White a lo largo de las orillas del cercano río Charles, por Storrow Drive, una carretera principal de alta velocidad y acceso limitado que conecta el centro de Boston con su tráfico pesado. suburbios occidentales. La separación se produjo a finales de la década de 1920, cuando la Commonwealth de Massachusetts se apoderó de tierras mediante expropiación para la construcción de la nueva carretera a lo largo de la orilla del río. Una estrecha franja de césped entre los edificios académicos de BU que bordean Commonwealth Avenue y el torrente de tráfico en Storrow Drive ha sido apodada con humor "BU Beach", porque es un lugar favorito para tomar el sol cuando hace buen tiempo. Los estudiantes que descansan están protegidos de las incursiones del tráfico mediante un arcén de tierra elevado, que también amortigua el ruido del tráfico hasta convertirlo en un rugido sordo. Para proteger a los peatones de colisiones vehiculares, Storrow Drive está cercado con vallas, con puentes para peatones que permiten cruces seguros en Silber Way y Marsh Chapel. Es posible un cruce adicional en el puente BU, que también permite que el tráfico callejero cruce desde el lado de Boston al lado de Cambridge del río Charles.
Como resultado de su continua expansión, el campus de Charles River contiene una variedad de edificios arquitectónicamente diversos. La Facultad de Artes y Ciencias, la Capilla Marsh y la Escuela de Teología son los edificios más reconocibles de la universidad y fueron construidos a finales de los años 1930 y 1940 en estilo gótico colegiado. Una parte considerable del campus es de piedra rojiza tradicional de Boston, especialmente en Bay State Road y South Campus, donde BU ha adquirido casi todas las casas adosadas que ofrecen esas áreas. Los edificios son principalmente dormitorios, pero muchos también sirven como institutos y oficinas departamentales.
Entre las décadas de 1960 y 1980 se construyeron muchos edificios contemporáneos, incluida la Biblioteca Mugar, la Facultad de Derecho de la BU y las Torres Warren, todos los cuales fueron construidos en un estilo arquitectónico brutalista. El Centro Científico Metcalf para Ciencias e Ingeniería, construido en 1983, podría describirse con mayor precisión como expresionismo estructural. El Auditorio Morse, adyacente, presenta un marcado contraste arquitectónico, ya que fue construido originalmente como una sinagoga judía. Las adiciones arquitectónicas más recientes al campus de BU son el Centro de Fotónica, el Edificio de Ingeniería y Ciencias de la Vida, la Villa Estudiantil (que incluye el Centro FitRec y el Agganis Arena) y la Escuela de Negocios Questrom. Todos estos edificios fueron construidos con ladrillos, algunos con una cantidad sustancial de piedra rojiza. La Universidad de Boston convirtió el antiguo complejo de cines Nickelodeon en laboratorios y oficinas de la Facultad de Ingeniería.  En 2016, la universidad vendió el edificio que albergaba la Compañía de Teatro Huntington y construyó el Centro de Producción del Teatro Joan & Edgar Booth y la Facultad de Bellas Artes para consolidar el programa de teatro en el campus.  
BU ha ganado varios premios de preservación histórica con recientes proyectos extensos de renovación de edificios, como la torre de la Facultad de Derecho,  el Centro Alan & Sherry Leventhal,  Myles Standish Hall,  y el Centro de Antiguos Alumnos de la Familia Dahod (anteriormente El castillo).  La construcción del Centro Yawkey de Servicios Estudiantiles de ladrillo y vidrio fue diseñada para seguir los requisitos del distrito histórico de Bay State Road.  El uso de vidrio y acero para nuevas construcciones en Commonwealth Avenue incluye el Centro Rajen Kilachand de Ingeniería y Ciencias de la Vida Integradas, que abrió en 2017, y el Centro de Computación y Ciencias de Datos de 19 pisos, que abrió en 2022.
La ceremonia de inauguración el 8 de diciembre de 2022 fue cubierta por publicaciones como Bloomberg, The Boston Globe y CBS News, que elogiaron el edificio por ser el edificio neutro en carbono más grande de Boston y destacaron su diseño inusual.    La ceremonia de inauguración estuvo a cargo de la alcaldesa de Boston, Michelle Wu, el presidente Robert A. Brown, el rector asociado de informática y ciencias de datos Azer Bestavros, el decano de Artes y Ciencias Stan Sclaroff, el presidente de la Junta Directiva de la BU Ahmass Fakahany, el rector de la BU Jean Morrison, y la concejal de la ciudad de Boston, Kenzie Bok. 
En 2018, tras las negociaciones del año anterior, la Universidad de Boston compró el antiguo Wheelock College, que ahora se conoce como el Campus Fenway de la Universidad de Boston (aunque en realidad está ubicado en el vecindario adyacente de Longwood).
En 2019, BU vendió o arrendó a desarrolladores inmobiliarios varios sitios de construcción de su propiedad en Kenmore Square, junto a su campus. Allí se están construyendo grandes edificios de varias plantas que transformarán el antiguo aspecto del concurrido centro de tráfico.
En septiembre de 2021, BU completó un proyecto de $115 millones para renovar y ampliar la Facultad de Medicina Dental Henry M.  El proyecto amplió los espacios clínicos, agregó un centro de aprendizaje por simulación y mejoró los espacios colaborativos para los estudiantes. 

### Alojamiento para estudiantes

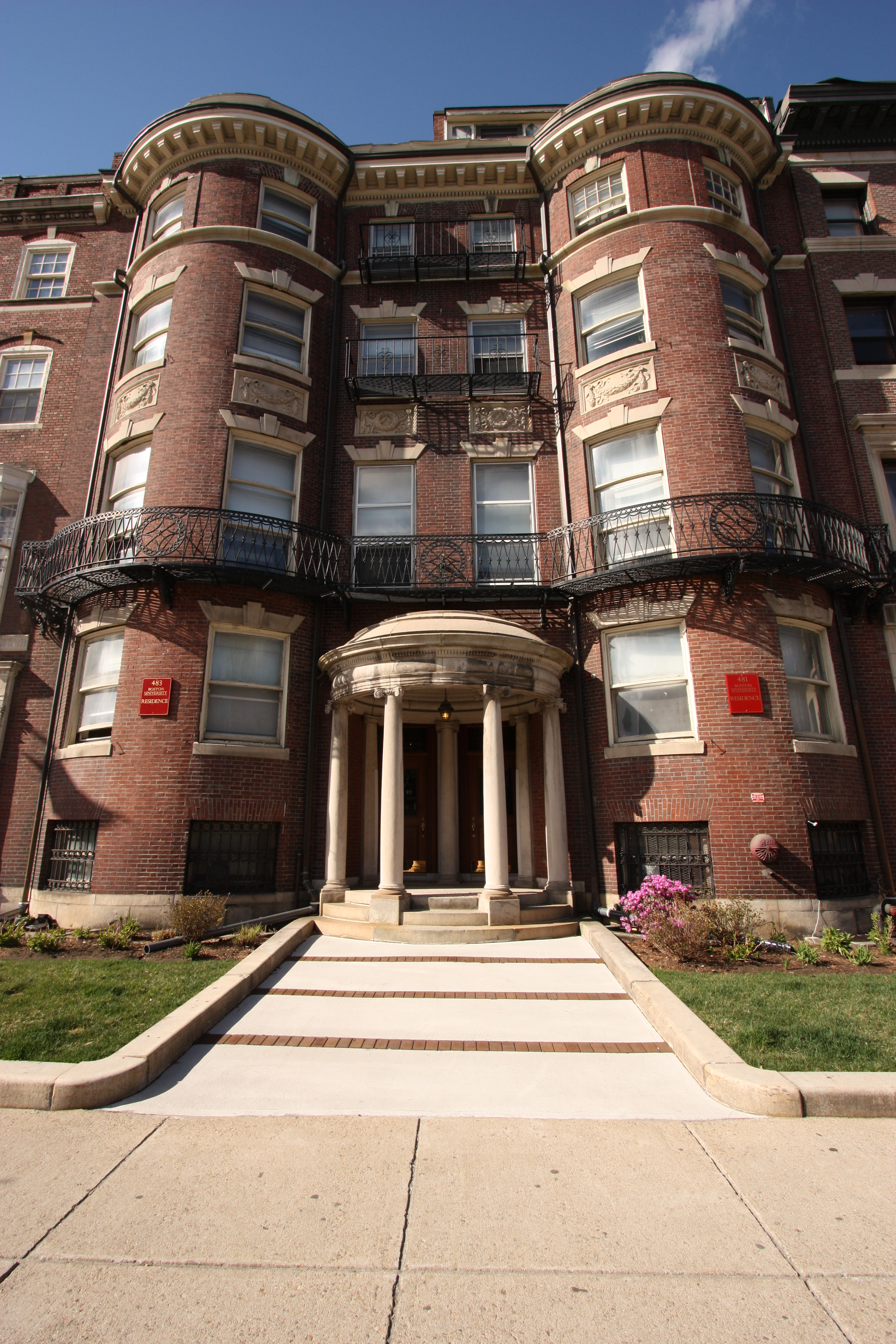
Una casa de piedra rojiza utilizada por la Universidad de Boston como dormitorio.

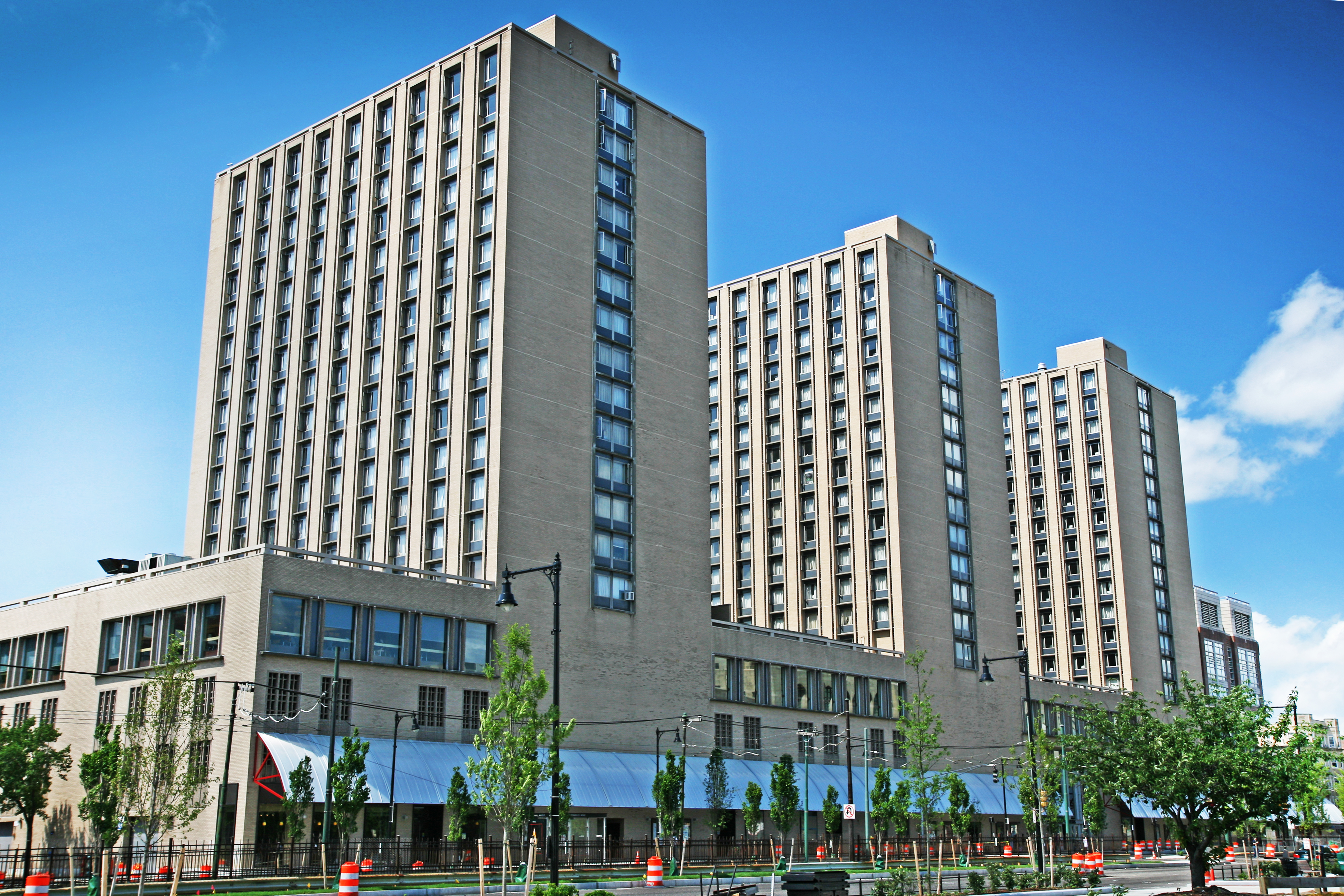
Warren Towers constituye el segundo dormitorio no militar más grande del país.

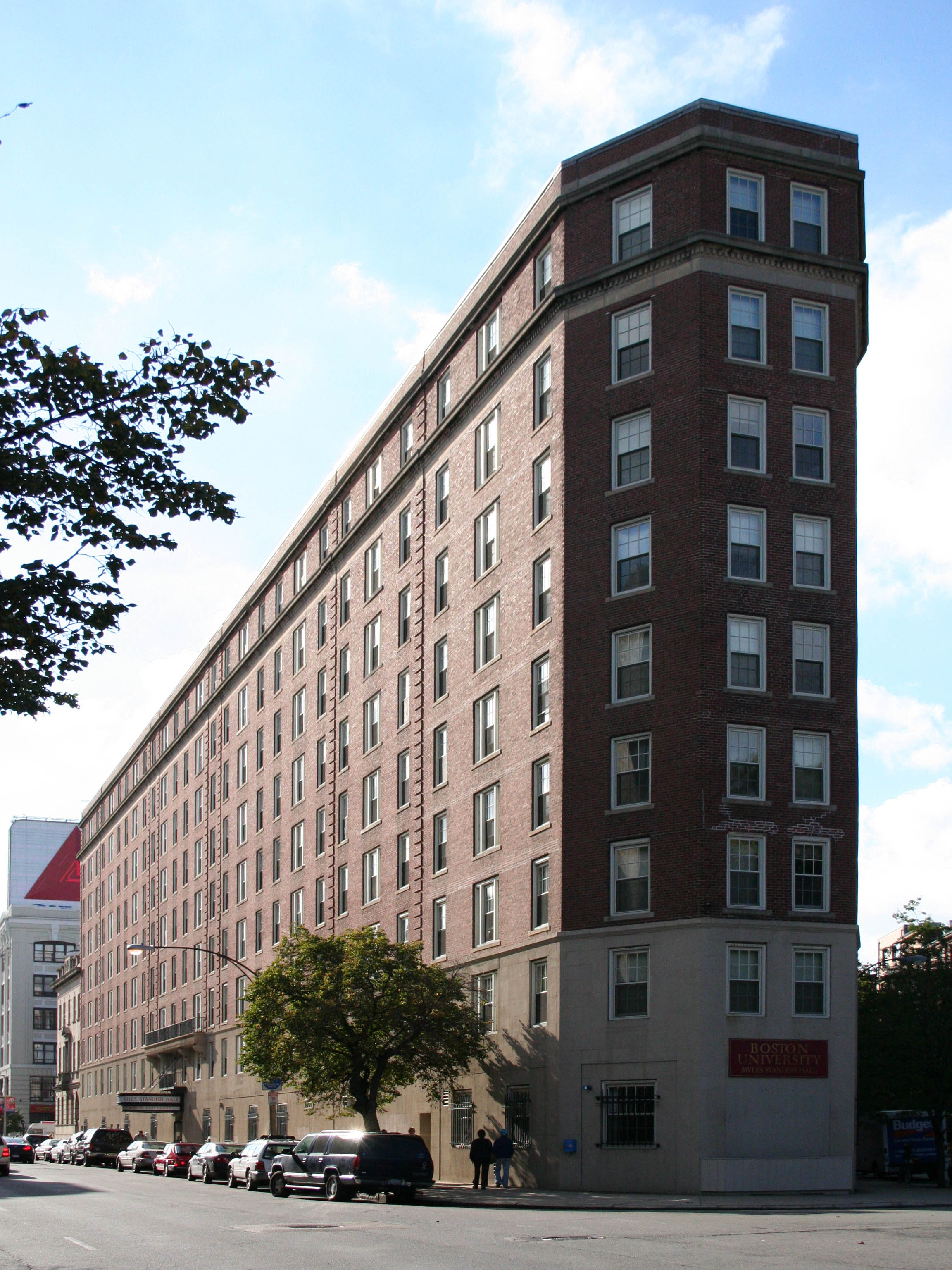
Construido en 1925 como el Hotel Myles Standish, este edificio se convirtió en espacio para dormitorios en 1949.

El sistema de vivienda de la Universidad de Boston es el décimo más grande del país entre las universidades de cuatro años. BU era originalmente una escuela de cercanías, pero la universidad ahora garantiza la opción de alojamiento en el campus durante cuatro años para todos los estudiantes de pregrado. Actualmente, el 76 por ciento de la población universitaria vive en el campus. La Universidad de Boston requiere que todos los estudiantes que viven en dormitorios estén inscritos en un plan de alimentación de un año con varias combinaciones de comidas y puntos de comida que pueden usarse como efectivo en las instalaciones del campus. 
La vivienda en BU es una mezcla inusualmente diversa, que va desde casas adosadas individuales de piedra rojiza y edificios de apartamentos adquiridos por la escuela hasta rascacielos de gran escala construidos en las décadas de 1960 y 2000.
Los dormitorios grandes incluyen Warren Towers, con capacidad para 1.800 estudiantes, los más grandes del campus, así como West Campus y The Towers. Las viviendas estilo dormitorio y apartamento más pequeñas están ubicadas principalmente en dos partes del campus: Bay State Road y la zona residencial del Campus Sur. Bay State Road es una calle arbolada que corre paralela a Commonwealth Avenue y alberga la mayoría de las casas adosadas de BU, a menudo llamadas "piedras rojizas". South Campus es una zona residencial para estudiantes al sur de Commonwealth Avenue y está separada del campus principal por Massachusetts Turnpike. Algunos de los edificios más grandes de esa zona se han convertido en dormitorios, mientras que el resto de los edificios del Campus Sur son apartamentos.
La residencia más nueva de la Universidad de Boston y la principal zona de viviendas estilo apartamento se llama oficialmente 33 Harry Agganis Way, "StuVi2" extraoficialmente, y es parte del proyecto The John Hancock Student Village. El edificio de 26 pisos orientado al norte es de estilo apartamento, mientras que el edificio de 19 pisos orientado al sur tiene un diseño de suite estilo dormitorio de 8 habitaciones. En total, el edificio alberga a 960 residentes.
Aparte de estas áreas residenciales principales, los dormitorios residenciales más pequeños se encuentran dispersos a lo largo de Commonwealth Avenue.
La Universidad de Boston también ofrece casas especializadas o pisos especiales para estudiantes que tienen intereses particulares.
Se rumorea que Kilachand Hall, anteriormente Shelton Hall, está perseguido por el fantasma del dramaturgo Eugene O'Neill. O'Neill vivía en lo que originalmente era la habitación 401 (ahora 419) mientras el edificio era un hotel residencial. Murió en un hospital el 27 de noviembre de 1953 y se rumorea que su fantasma ronda tanto la habitación como el suelo. El cuarto piso es ahora un piso especial llamado Corredor de Escritores. 

### Villa de estudiantes John Hancock

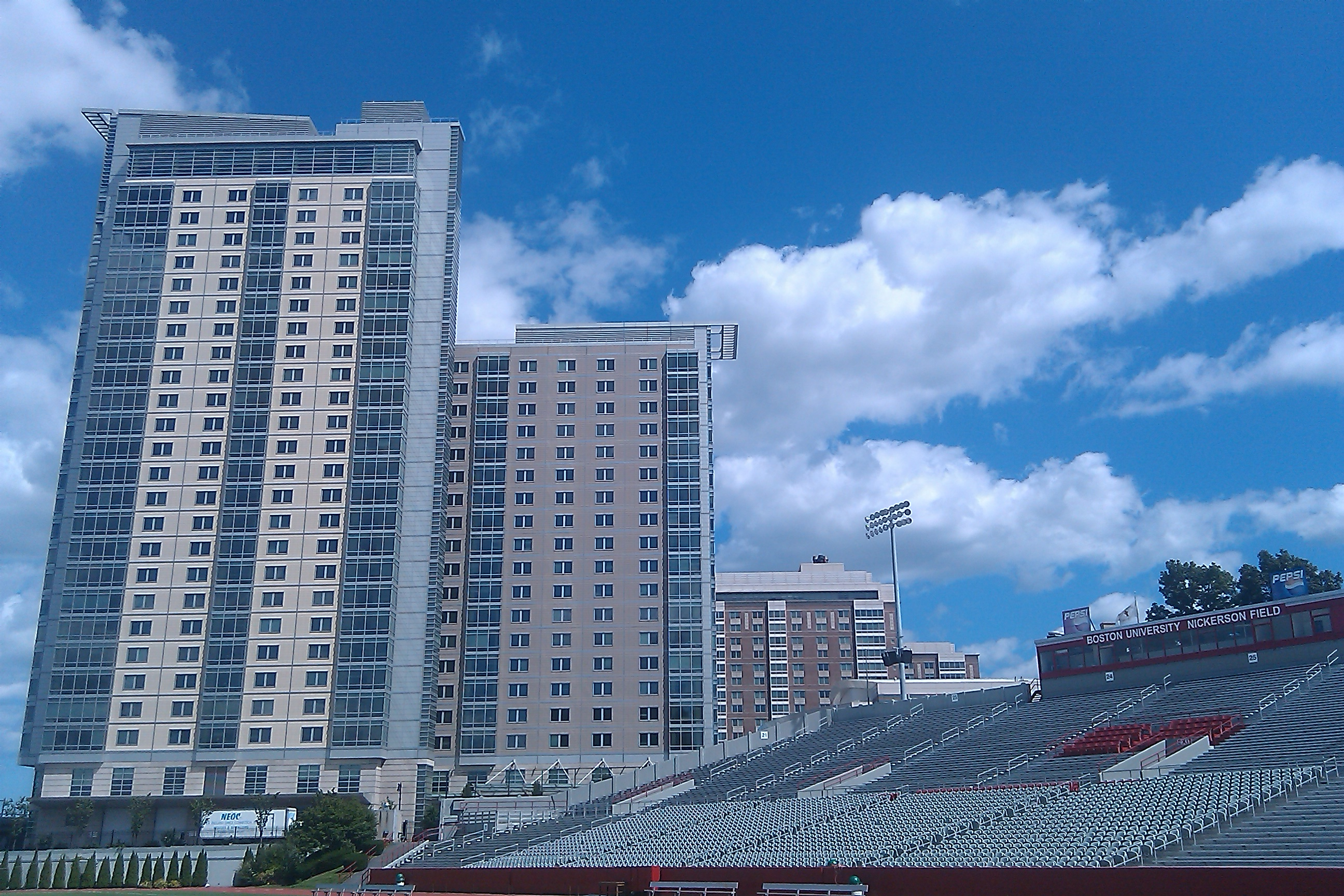
Student Village II con Student Village I al fondo, visto desde Nickerson Field

Student Village es un gran complejo residencial y recreativo nuevo que cubre 10 acres (40,000 m   entre Buick Street y Nickerson Field, terreno anteriormente ocupado por una Armería de la Guardia Nacional, que había sido utilizado por la universidad para atletismo cubierto y como instalación de almacenamiento antes de su demolición y el inicio de la construcción. El dormitorio de apartamentos en 10 Buick Street (a menudo abreviado como "StuVi" por los estudiantes) abrió sus puertas para estudiantes de tercer y cuarto año en el otoño de 2000. En 2002, John Hancock Insurance anunció su patrocinio del proyecto multimillonario.
El Agganis Arena, que lleva el nombre de Harry Agganis, se abrió para conciertos y partidos de hockey en enero de 2005. El Agganis Arena tiene capacidad para albergar a 6.224 espectadores para los partidos de hockey Terrier, reemplazando al más pequeño Walter Brown Arena. También se puede utilizar para conciertos y espectáculos. En marzo de 2005 se inauguró el elemento final de la fase II del complejo Student Village, el Centro de Fitness y Recreación (FitRec), que atrajo a grandes multitudes del estudiantado. La construcción del resto de la fase II, que incluía torres residenciales de 19 y 26 pisos, finalizó en el otoño de 2009.

### Otras instalaciones

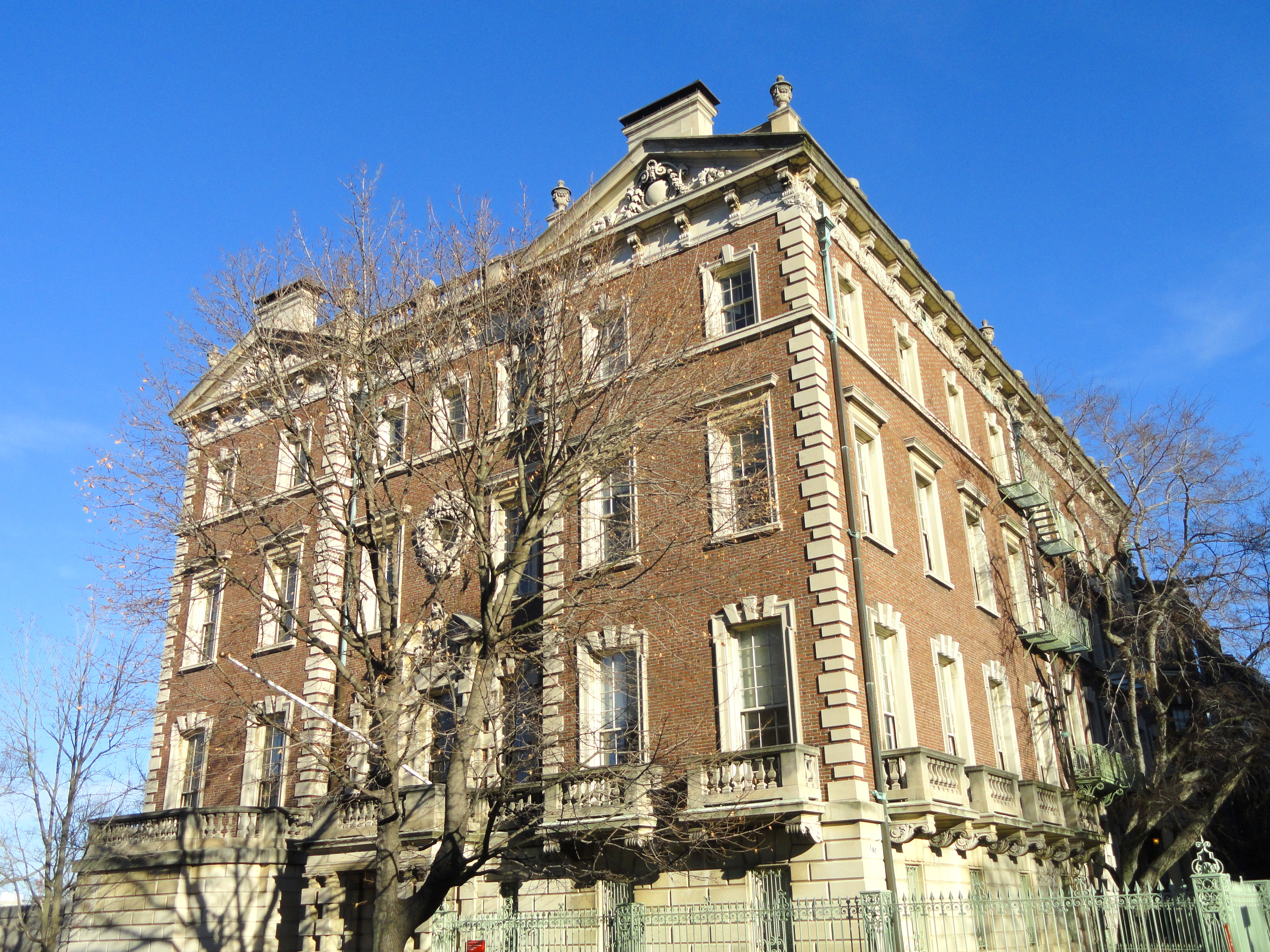
El Centro Elie Wiesel de Estudios Judaicos en Bay State Road.

La Biblioteca Mugar Memorial es la biblioteca académica central del campus de Charles River. También alberga el Centro de Investigación de Archivos Howard Gotlieb, anteriormente llamado Archivo del siglo XX, donde se guardan documentos pertenecientes a miles de figuras eminentes de la literatura, el periodismo, la diplomacia, las artes y otros campos.
El George Sherman Union (GSU), ubicado junto a la Biblioteca Mugar Memorial, ofrece a los estudiantes un patio de comidas con muchas cadenas de comida rápida, como Panda Express, Basho, Starbucks y Pinkberry. La GSU también ofrece áreas de descanso para que los estudiantes se relajen o estudien. El sótano de George Sherman Union alberga el salón BU Central, donde se organizan conciertos y otras actividades y eventos.

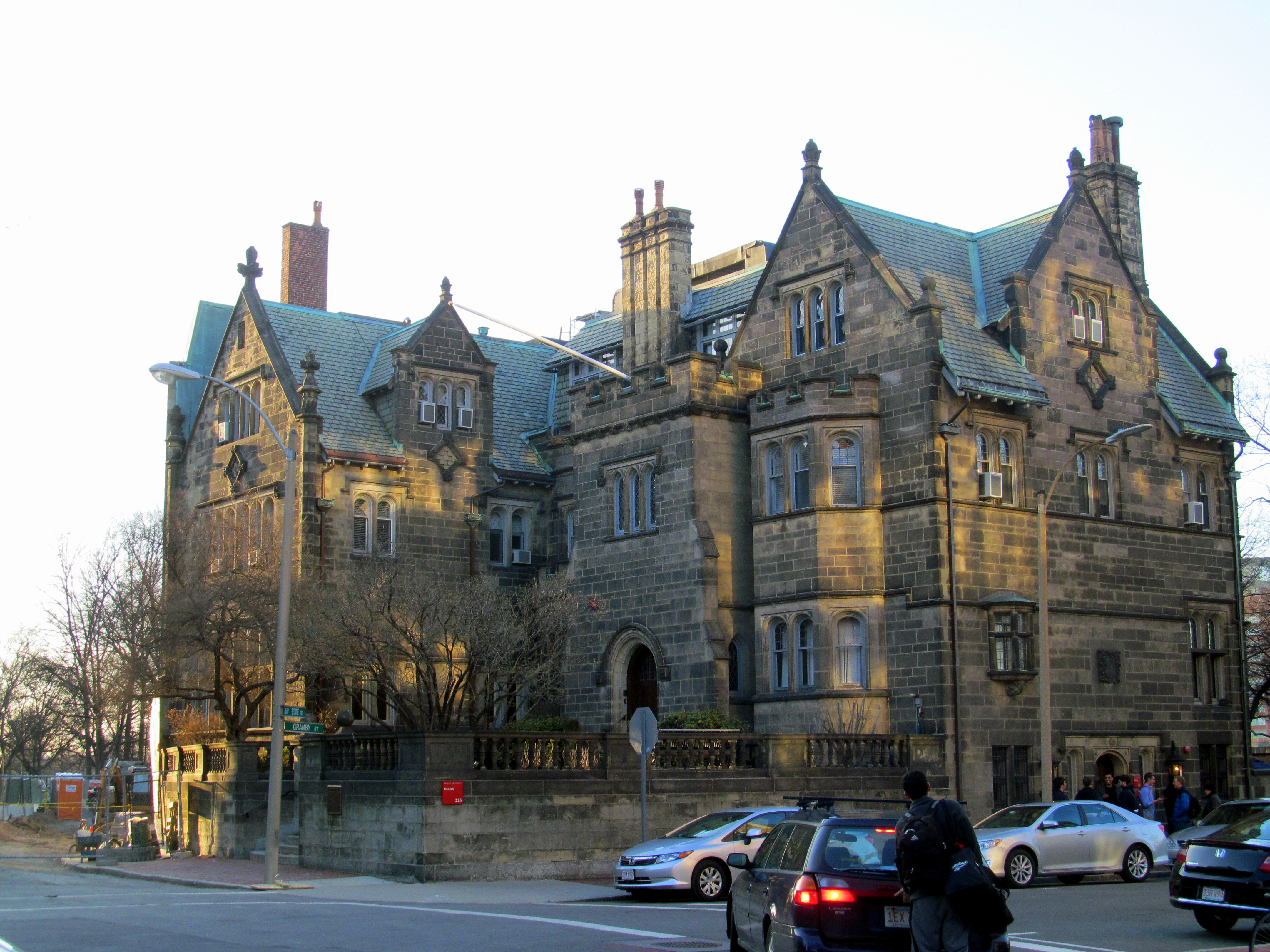
El castillo (construido en 1915) en Bay State Road.

"The Castle", ubicado en el extremo oeste de Bay State Road, es uno de los edificios más antiguos del campus. El edificio fue encargado por William Lindsay para su propio uso en 1905, mucho antes de la luna de miel de su hija en el desafortunado Lusitania.  En 1939, la universidad adquirió la propiedad mediante un acuerdo con la ciudad para pagar todos los impuestos atrasados; Estos fondos se recaudaron a través de donaciones de, entre otros, William Chenery, administrador de la universidad.  Sirvió como residencia del rector de la universidad hasta 1967, cuando el presidente Christ-Janer la encontró demasiado grande para sus necesidades como residencia y la destinó a otros usos. Ahora es un espacio para conferencias. Debajo del castillo se encuentra el Pub BU, el único establecimiento de bebidas operado por BU en el campus. 
La Casa Florence y Chafetz Hillel en Bay State Road es la Casa Hillel de la universidad. Con cuatro pisos y un sótano, el edificio ofrece salones, salas de estudio y un comedor kosher, abierto durante el año académico (incluso durante la Pesaj) para estudiantes y visitantes sin cita previa de la comunidad. En el primer piso también está el Granby St. Café, así como televisores y mesas de ping-pong, billar y futbolín. El Hillel sirve como punto focal para la numerosa y activa comunidad judía de la Universidad de Boston. Alberga aproximadamente 30 grupos de estudiantes, entre ellos grupos sociales, culturales y religiosos, y Estudiantes de BU para Israel (BUSI), Educación sobre el Holocausto y el Centro para el aprendizaje y la experiencia judíos. Ofrece una gran cantidad de programas y conferencia, así como servicios y comidas de Shabat. 

### Vida cultural
La universidad está ubicada en el cruce de Fenway-Kenmore, Allston y Brookline. En el barrio de Fenway-Kenmore se encuentran el Museo de Bellas Artes, el Museo Isabella Stewart Gardner y la vida nocturna de Landsdowne Street, así como Fenway Park, sede de los Boston Red Sox. Allston ha sido el mayor barrio bohemio de Boston desde la década de 1960. Apodado "Allston Rock City",  en el vecindario viven muchos artistas y músicos, y hay una gran variedad de cafés y muchas de las pequeñas salas de música de Boston.
Más allá del límite sur del campus en Brookline, Harvard Avenue ofrece películas independientes y extranjeras en Coolidge Corner Theatre y lecturas de autor en Brookline Booksmith. Otras instituciones culturales cercanas incluyen Symphony Hall, Jordan Hall, la sucursal principal de la Biblioteca Pública de Boston en Copley Square, el arte y el comercio de la elegante Newbury Street y, al otro lado del río Charles, los museos, tiendas y galerías en Harvard Square y otros lugares. en Cambridge.

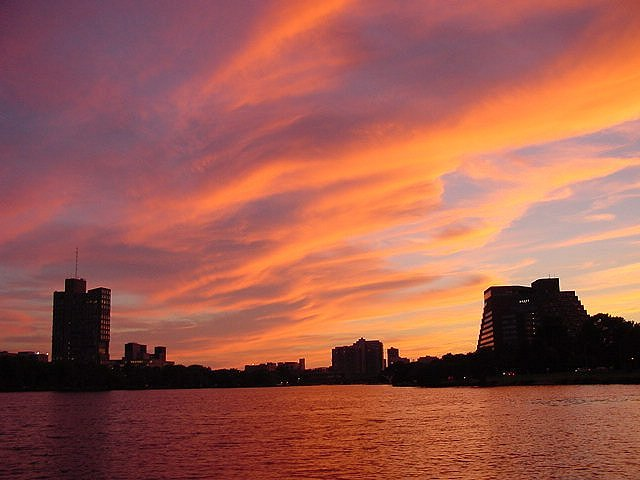
El río Charles y la universidad.

En la Universidad de Boston tiene su sede el Teatro de Dramaturgos de Boston. La universidad estuvo asociada anteriormente con Huntington Theatre Company en Huntington Avenue, pero puso a la venta la propiedad del BU Theatre en 2016, lo que arroja una sombra sobre el futuro de la organización.   La Universidad de Boston reemplazó las antiguas instalaciones del Teatro Huntington con el nuevo Teatro Joan and Edgar Booth, ubicado junto al edificio Fuller que alberga la Facultad de Bellas Artes.
La Universidad de Boston alberga actuaciones musicales dentro y fuera del campus en el Tsai Performance Center, en 685 Commonwealth Avenue, y en el CFA Concert Hall, en 855 Commonwealth Avenue.
Las obras de arte visual de estudiantes y artistas visitantes se exhiben en exposiciones rotativas en las tres galerías de la universidad: la BU Art Gallery (BUAG) en la Stone Gallery, la 808 Gallery y la Sherman Gallery, ubicadas respectivamente en 855, 808 y 775. Avenida de la Commonwealth. Además, BU se había asociado con el Centro de Recursos Fotográficos ubicado en 832 Commonwealth Avenue, que organiza varias exposiciones anualmente, así como eventos especiales para estudiantes y fotógrafos profesionales. Sin embargo, la BU retiró su apoyo en mayo de 2017,  y el Centro de Recursos Fotográficos es ahora socio residente de la Facultad de Arte y Diseño de la Universidad Lesley. 

### Políticas de huéspedes y visitantes
Antes de septiembre de 2007, la Universidad de Boston tenía una política de visitantes restrictiva, que limitaba la capacidad de los estudiantes de diferentes dormitorios de visitarse entre sí por la noche. Esto cambió cuando entró en vigor una nueva política aprobada por Brown.La nueva política permite a los estudiantes que viven en el campus ingresar a cualquier dormitorio del campus entre las 7 a. m. y 2 a. m. usando sus tarjetas Terrier. Los estudiantes residentes también pueden registrar invitados con una identificación con fotografía en cualquier momento, de día o de noche. Los visitantes del sexo opuesto que pasan la noche ya no están obligados a buscar un "coanfitrión" del mismo sexo.Sin embargo, durante el período de lectura y la semana anterior a los exámenes finales,no se permiten invitados en los pasillos durante la noche y se espera que estén fuera del salón a las 2 a. m.

### Tránsito masivo

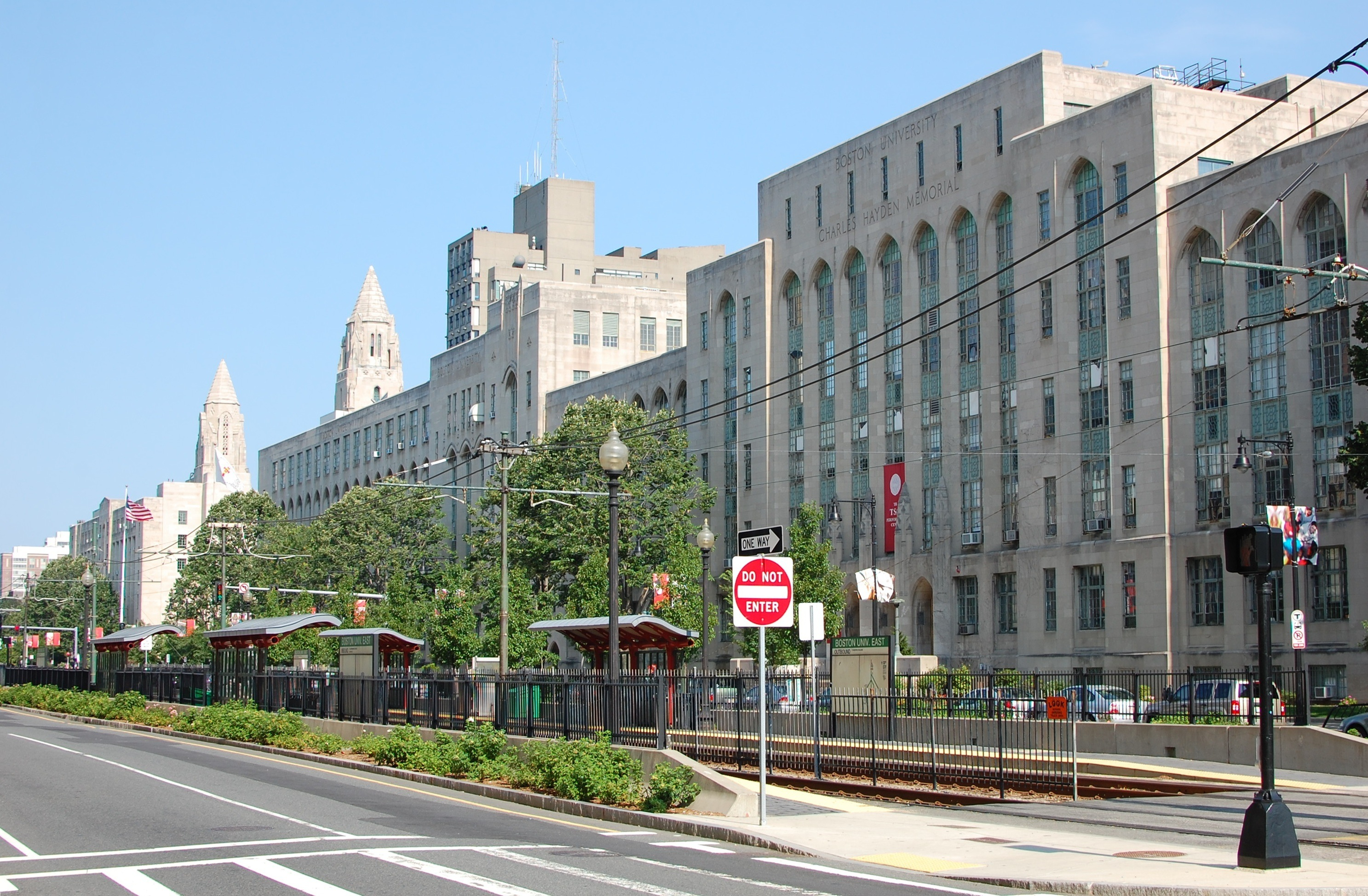
La Facultad de Artes y Ciencias se encuentra frente a la concurrida Commonwealth Avenue

La mayoría de los edificios del campus principal están ubicados en o cerca de Commonwealth Avenue, atendidos por la parada de metro Kenmore en la Línea Verde y cinco paradas de superficie en el ramal B de la Línea Verde. La aglomeración en la concurrida sucursal B es muy estacional; Durante el verano, el número de pasajeros se reduce a más de la mitad, en gran parte debido a la reducción de la población estudiantil.Las áreas de South Campus y Fenway Campus son atendidas por St. Mary's Street en la sucursal C y Fenway en la sucursal D. La ruta 57 del autobús MBTA es paralela a la rama B en Commonwealth Avenue; Lansdowne en la línea Framingham/Worcester del tren de cercanías MBTA está ubicada cerca del East Campus.
El tráfico de bicicletas en Commonwealth Avenue es intensoy grupos de defensa han celebrado reuniones públicas con BU, MBTA y la ciudad de Boston para mejorar la seguridad y la congestión a lo largo de este corredor de viaje.La MBTA planea consolidar y reducir el número de paradas a lo largo de Commonwealth Avenue para acelerar los viajes y reducir los costos de construcción para mejorar las estaciones restantes. Las mejoras planificadas incluyen accesibilidad total para discapacitados en las nuevas estaciones, cercas para alentar a los peatones a utilizar cruces peatonales protegidos, priorización de señales de tránsito para vehículos de tránsito y estética mejorada. El Proyecto de mejora de Commonwealth Avenue está coordinado por el Departamento de Carreteras de Massachusetts, en cooperación con BU, MBTA, la ciudad de Boston, la Comisión de Agua y Alcantarillado de Boston y otras organizaciones.
El Campus Médico cuenta con los autobuses transversales n.º 1 y CT1 que recorren la avenida Massachusetts, así como los autobuses transversales n.º 47 y CT3 que conectan el Centro médico de la Universidad de Boston con el área médica de Longwood. La sucursal de Silver Line Washington Street recorre todo el campus médico, una cuadra al norte de la mayor parte del campus; conecta el Boston University Medical Center con la estación Tufts Medical Center y el centro de Boston. La estación de metro de tránsito rápido más cercana es la estación Massachusetts Avenue de la Línea Naranja, ubicada a tres cuadras al norte del Centro Médico.

### Sostenibilidad
La universidad tiene una iniciativa de sostenibilidad y una oficina de sostenibilidad.El Plan Estratégico para la Sostenibilidad del Campus de la Universidad de Boston también está integrado en el plan estratégico general de la universidad en muchas áreas, incluido el Grupo de Trabajo del Plan de Acción Climática, una iniciativa dirigida por profesores que desarrolla el primer Plan de Acción Climática de la universidad.
La universidad compró un parque eólico en Dakota del Sur para cumplir su objetivo de neutralidad de carbono para 2040.

### Otros campus

#### Campus de Londres

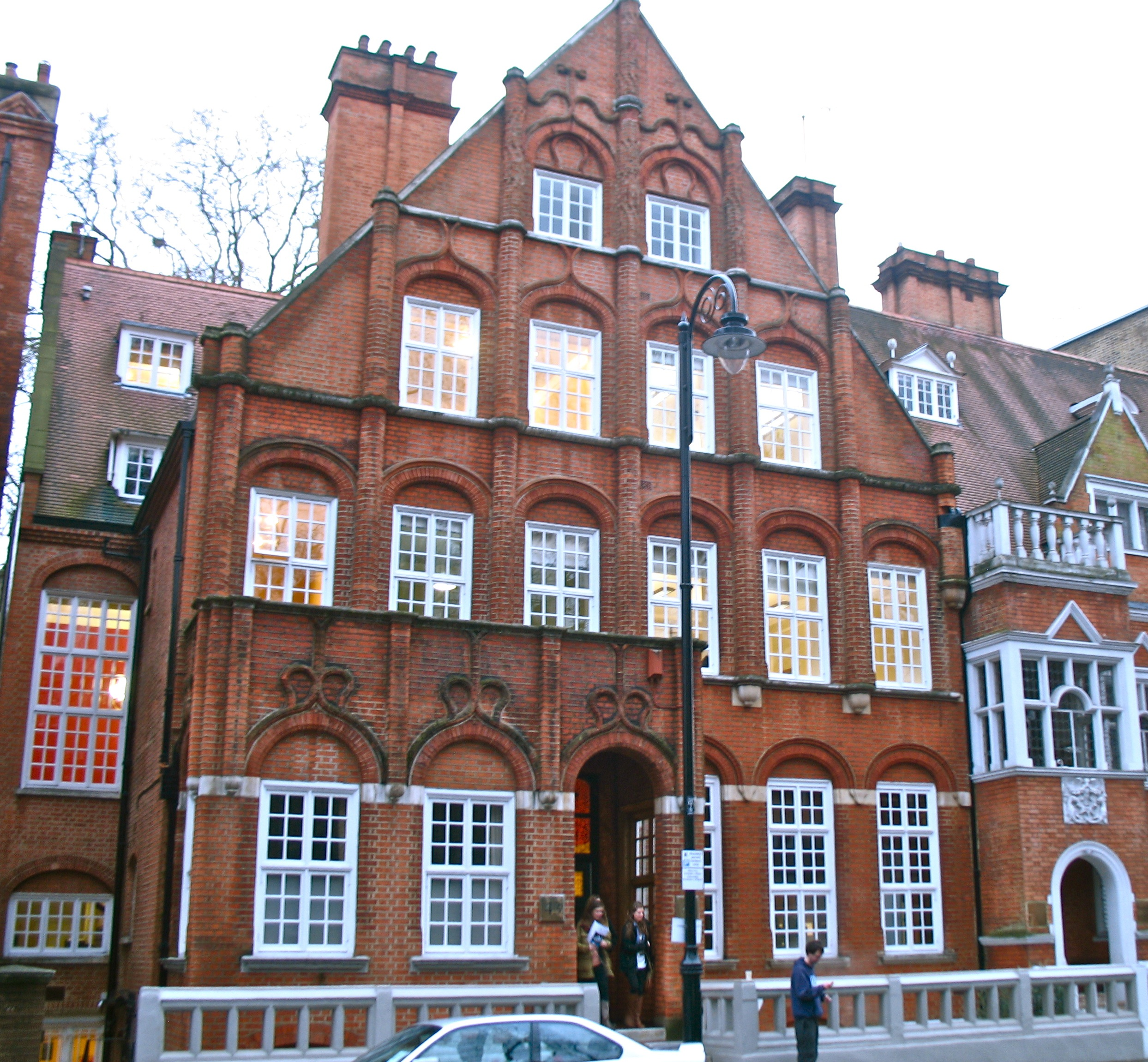
43 Harrington Gardens, el principal edificio académico del campus de Londres de la Universidad de Boston

El programa de estudios en el extranjero más grande de la Universidad de Boston se encuentra en Londres, Inglaterra. Los programas de la Universidad de Boston en Londres ofrecen un semestre de estudio y trabajo en Londres a través de su Programa de pasantías en Londres (LIP), así como una serie de otros programas especializados. El programa LIP combina una pasantía profesional con cursos que examinan un área académica particular en el contexto de la historia, la cultura y la sociedad de Gran Bretaña y su papel en la Europa moderna. Los cursos de cada área académica se imparten exclusivamente a estudiantes matriculados en el programa de la Universidad de Boston por un cuerpo docente seleccionado que representa múltiples orígenes culturales. Al completar exitosamente un semestre, los estudiantes obtienen 16 créditos de la Universidad de Boston. Los programas BU London tienen su sede en South Kensington, Londres. El campus consta del edificio principal en 43 Harrington Gardens, así como tres residencias cercanas para albergar a los estudiantes. Este programa está abierto a estudiantes de la Universidad de Boston, así como a estudiantes de otras universidades estadounidenses.

#### Campus de Los Ángeles
En Los Ángeles, BU tiene un programa de pasantías para que los estudiantes estudien y trabajen en el corazón de las industrias del cine, la televisión, la publicidad, las relaciones públicas y la gestión del entretenimiento y el derecho. El programa ofrece tres pistas entre las que pueden elegir los estudiantes de pregrado y posgrado: Publicidad y Relaciones Públicas, Cine y Televisión y Gestión del Entretenimiento. Los estudiantes graduados tienen la oportunidad de continuar su educación inscribiéndose en el Programa de Certificación de Los Ángeles, donde los estudiantes pueden elegir la opción Actuación en Hollywood o Escritor en Hollywood. Los cursos son impartidos por profesores y exalumnos de la Universidad de Boston que actúan como mentores dentro y fuera del aula. Al completar con éxito un semestre, los estudiantes obtendrán 16 créditos de la Universidad de Boston. Los estudiantes que completen con éxito el Programa de Certificación de Los Ángeles recibirán 8 créditos de la Universidad de Boston y un certificado de la Facultad de Bellas Artes o la Facultad de Comunicación de la Universidad de Boston.

#### Campus de París
El Centro de París ejecuta varios programas, el mayor de los cuales es el Programa de Pasantías de París que data de 1989. Los estudiantes toman cursos de idiomas y optativos con profesores de francés en el BU Paris Center y luego realizan pasantías en empresas y organizaciones francesas de la zona. Los estudiantes viven con familias anfitrionas o en una residencia universitaria durante todo el semestre. La Universidad de Boston en París también organiza programas de intercambio con la escuela de negocios París Dauphine University y un programa de un año de duración con el Institut d'études politiques de Paris (Sciences Po).

#### Campus de WashingtonD.C.
En Washington D. C., BU tiene programas de pasantías, periodismo y gestión. Los estudiantes estudian en el edificio de la universidad en Massachusetts Avenue en Dupont Circle y aprovechan la ciudad haciendo prácticas en diferentes lugares. En 2011, la universidad completó la construcción de una nueva residencia de varios pisos para albergar a los estudiantes del programa, que cuenta con tarjetas de entrada sin contacto para seguridad y suites con cocinas comunes, justo al lado de la estación de metro Woodley Park.El programa Multimedia y Periodismo permite a los estudiantes actuar como corresponsales en Washington D. C. para periódicos y estaciones de televisión en todo el noreste y Nueva Inglaterra mientras realizan prácticas en los principales medios de comunicación de la ciudad, así como en muchas prácticas de relaciones públicas en política, gobierno y asuntos públicos. También se ofrecen oportunidades de pasantías en una amplia variedad de sectores para estudiantes matriculados en otros programas BU Study Abroad Washington.

#### Campus de Sídney
En Sídney, BU tiene programas de pasantías, administración, festivales de cine, redacción de viajes, ingeniería y Escuela de Educación que varían según el semestre. Alrededor de 150 estudiantes viven en el edificio de la universidad en Chippendale desarrollado por Tony Owen Partners.El edificio utiliza "fisuras para proporcionar el máximo acceso solar a los dormitorios, así como ventilación natural en todo el edificio". El edificio se inauguró a principios de 2011 y cuenta con aulas subterráneas, una sala de conferencias, espacio para oficinas, biblioteca y un patio en la azotea.
Otras oportunidades de pasantías y estudios en el extranjero están disponibles a través de la oficina de Study Abroad. 

## Académico

### Colegios y escuelas
La Universidad de Boston ofrece títulos de licenciatura, maestría, doctorado, medicina, odontología y derecho a través de sus 17 escuelas y facultades. La escuela más nueva de la Universidad de Boston es la Escuela de Estudios Globales Frederick S. Pardee (establecida en 2014). La Facultad de Educación y Desarrollo Humano Wheelock de la Universidad de Boston pasó a llamarse en 2018 tras la fusión con Wheelock College. En 2019, BU creó la Facultad de Computación y Ciencias de Datos, que es una unidad académica interdisciplinaria que capacitará a los estudiantes en informática y les permitirá combinar la ciencia de datos con el campo elegido. En 2022, la facultad de medicina de BU pasó a llamarse Facultad de Medicina Aram V. Chobanian & Edward Avedisian (tras una donación de 100 millones de dólares de Edward Avedisian, un clarinetista de carrera).
Cada escuela y colegio de la universidad tiene una abreviatura de tres letras, que se usa comúnmente en lugar del nombre completo de su escuela o colegio. Por ejemplo, la Facultad de Artes y Ciencias se conoce comúnmente como CAS, la Facultad de Ingeniería es ENG y la Facultad de Bellas Artes es CFA, etc.
La Facultad de Bellas Artes anteriormente se llamaba Escuela de Bellas Artes (SFA). La Facultad de Artes y Ciencias (CAS) anteriormente se llamaba Facultad de Artes Liberales (CLA). La Facultad de Comunicación anteriormente se llamaba Escuela de Comunicación Pública (SPC). La Escuela de Negocios Questrom (Questrom) se conocía anteriormente como Escuela de Administración (SMG),y antes de eso, Facultad de Administración de Empresas (CBA). La Facultad de Estudios Generales (CGS) anteriormente se llamaba Facultad de Estudios Básicos (CBS).
El Programa de Consejería de Salud Mental y Medicina del Comportamiento (MHCBM) de la Facultad de Medicina de la Universidad de Boston ofrece una maestría para estudiantes que deseen obtener una licencia para ejercer como consejeros de salud mental. El programa se adhiere a las pautas y estándares educativos de la Asociación Estadounidense de Consejería (ACA), la Asociación Estadounidense de Consejeros de Salud Mental (AMHCA) y el Consejo de Acreditación de Consejería y Programas Educativos Relacionados (CACREP), que es una agencia independiente reconocida por el Consejo para la Acreditación de Educación Superior. El Programa MHCBM es el único programa de educación de consejeros en todos los Estados Unidos que se lleva a cabo en una escuela de medicina para capacitar únicamente a estudiantes en asesoramiento clínico de salud mental para tratar a clientes y pacientes con un trastorno mental mediante asesoramiento y psicoterapia. La Universidad de Boston está acreditada por la Comisión de Educación Superior de Nueva Inglaterra.

### Admisiones
Estadísticas de otoño para estudiantes de primer año 
|                           | 2023   | 2022   | 2021   | 2020   | 2019   |
| ------------------------- | ------ | ------ | ------ | ------ | ------ |
| Solicitantes              | 80.495 | 80.794 | 75.733 | 61.006 | 62.210 |
| Admitidos                 | 8.733  | 11.434 | 13.884 | 11.286 | 11.260 |
| Tasa de admisión (%)      | 10.9   | 14.4   | 18.3   | 18.5   | 18.1   |
| Inscritos                 | 3.145  | 3.635  | 3.200  | 3.100  | 3.100  |
| Tasa de inscripción (%)   | 36,0   | 31,8   | 23,1   | 27,5   | 27,5   |
| GPA promedio no ponderado | 3.9    | 3.95   | 3.90   | 3.90   | 3,82   |
| SAT Medio 50%             | 1419   | 1491   | 1482   | 1470   | 1468   |

Según las respuestas de los estudiantes actualmente matriculados dentro de la base de datos de estudiantes universitarios, el 50,6 % son blancos; el 14%, asiáticos, el 11,6 %, estudiantes internacionales; el 8,6 %, hispanos; y el 3,2 %, negros. La matrícula de estudiantes internacionales en el otoño de 2015 en la Universidad de Boston se distribuía del siguiente modo: 43 %, chinos; 9 %, indios; 5 %, coreanos; 5 %, saudíes; 4 %, canadienses; 4 %, taiwaneses; 2 %, turcos; y 1 % de cada uno de los siguientes países: Venezuela, Brasil, México, Italia, Francia, Tailandia, España y Japón. El otro 18 % de la matrícula internacional proviene de otros 123 países.Entre los estudiantes internacionales, el 39% cursa estudios universitarios, el 37 % cursa posgrados y el 23 % está matriculado en otros programas.La Universidad de Boston tiene el mayor número de judíos de todas las escuelas privadas de EE. UU., con alrededor de 6.000 estudiantes que se identifican como judíos.
La pluralidad de solicitantes de registro procedía de Massachusetts (19 %), seguida de Nueva York (16 %), Nueva Jersey (9 %), California (8 %), Connecticut (4 %), Pensilvania (4 %) y Texas (2 %).
El programa de ayuda financiera de la Universidad de Boston, "affordableBU", satisface el 100 % de las necesidades demostradas de los estudiantes nacionales (ciudadanos estadounidenses y residentes permanentes).

### Clasificaciones
US News & World Report clasifica a la Universidad de Boston en el puesto 41 entre las universidades nacionales y en el puesto 57 entre las universidades globales para 2022.  También clasificó a la BU en el puesto 29 en "Escuelas de mejor valor", empatada en el puesto 41 en "Escuelas más innovadoras" y empatada en el puesto 45 en "Mejores programas de pregrado en ingeniería" en escuelas cuyo título más alto es un doctorado y en el puesto 12 en Ingeniería Biomédica.US News & World Report también clasifica los programas de posgrado en tecnología de la información en línea de la Universidad de Boston empatados en el décimo lugar en los EE. UU., los programas de posgrado en línea de justicia penal empatados en el tercer lugar y los programas de posgrado en negocios en línea (excluyendo MBA) empatados en el décimo lugar.
La Universidad de Boston ocupa el puesto 40 a nivel nacional en el ranking de colegios y universidades de EE. UU. de 2021 del Wall Street Journal/Time Higher Education.
QS World University Rankings clasificó a la Universidad de Boston en el puesto 93 del mundo en su clasificación de 2019, con una calificación de 5 estrellas.
Times Higher Education clasificó a la Universidad de Boston en el puesto 54 del mundo para 2021.
Times Higher Education clasificó a la Universidad de Boston en el sexto lugar en el Ranking Global de Empleabilidad Universitaria de 2017.
El Ranking Académico de Universidades del Mundo clasifica a la Universidad de Boston en el puesto 36 en los Estados Unidos y en el 76 en el mundo, en su lista de 2019.
Newsweek (Edición Internacional), en su lista de las 100 mejores universidades mundiales, clasificó a la Universidad de Boston en el puesto 35 en los Estados Unidos y en el 65 en el mundo. 
El Chronicle of Higher Education ubica a la Escuela de Trabajo Social de la Universidad de Boston en el sexto lugar del país en productividad de investigación por parte de los profesores. 
BU es una de las 96 universidades estadounidenses que reciben la clasificación de investigación más alta ("RU/VH") por parte de la Fundación Carnegie. 

### Investigación

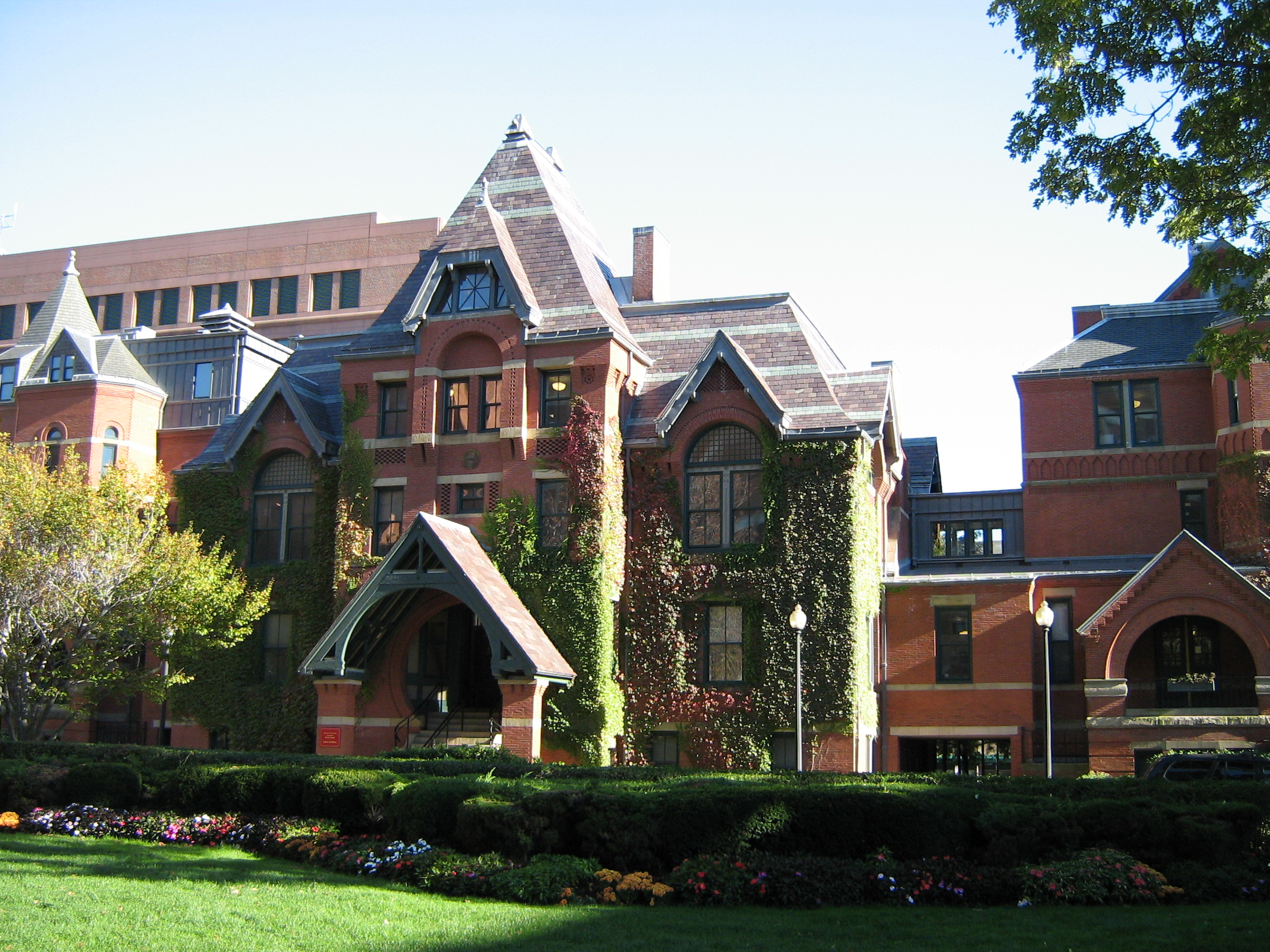
El edificio Talbot ubicado en el campus médico alberga la Escuela de Salud Pública.

En el año fiscal 23, la universidad reportó $ 645,6 millones en premios totales de investigación, y en el año fiscal anterior ocupó el puesto 16 en los EE. UU. entre las instituciones privadas en todos los gastos en I + D.   Las fuentes de financiación incluyeron la Fundación Nacional de Ciencias (NSF), los Institutos Nacionales de Salud (NIH), el Departamento de Defensa de EE. UU ., la Comisión Europea, la Fundación Susan G. Komen y la Administración federal de Recursos y Servicios de Salud . La actividad de investigación de la universidad abarca docenas de campos, pero su enfoque principal actualmente se encuentra en siete áreas: ciencia de datos, ingeniería biológica, salud global, enfermedades infecciosas, neurociencia, fotónica y salud urbana. 
En 2017, BU recibió una subvención de 20 millones de dólares durante cinco años de la NSF para establecer un Centro de Investigación en Ingeniería (ERC).El objetivo del ERC es realizar bioingeniería de tejido cardíaco funcional.El director del centro es David Bishop, profesor de física e ingeniería informática y eléctrica.
En 2003, el Instituto Nacional de Alergias y Enfermedades Infecciosas otorgó a la Universidad de Boston una subvención para construir uno de los dos Laboratorios Nacionales de Biocontención. Los Laboratorios Nacionales de Enfermedades Infecciosas Emergentes (NEIDL) se crearon para estudiar enfermedades infecciosas emergentes que representan una amenaza importante para la salud pública.NEIDL tiene laboratorios de nivel de bioseguridad 2, 3 y 4 (BSL-2, BSL-3 y BSL-4, respectivamente) que permiten a los investigadores trabajar de forma segura con los patógenos. Los laboratorios BSL-4 son el nivel más alto de laboratorios de bioseguridad y trabajan con enfermedades con alto riesgo de transmisión por aerosoles.
El plan estratégico también fomentó colaboraciones de investigación con socios industriales y gubernamentales. En 2016, como parte de un amplio esfuerzo para resolver el problema crítico de la resistencia a los antibióticos, el Departamento de Salud y Servicios Humanos (HHS) de EE. UU. seleccionó a la Facultad de Derecho (LAW) de la BU, y a Kevin Outterson, profesor de derecho de la BU, para liderar una asociación público-privada transatlántica de 350 millones de dólares llamada CARB-X para fomentar el desarrollo preclínico de nuevos antibióticos y vacunas y diagnósticos rápidos antimicrobianos.A CARB-X se le asignaron 370 millones de dólares adicionales en financiación en mayo de 2022. El HHS continuará apoyando a CARB-X con hasta $300 millones durante 10 años, y la organización benéfica global Wellcome financiará hasta $70 millones durante tres años.En mayo de 2023, CARB-X obtuvo una financiación renovada del gobierno del Reino Unido (24 millones de libras esterlinas en cuatro años)y del gobierno alemán (39 millones de euros en cuatro años y 2 millones de euros para el acelerador),y también del gobierno canadiense anunció su plan para apoyar a CARB-X con 6,3 millones de dólares canadienses durante dos años.
En su esfuerzo por aumentar la diversidad y la inclusión, la Universidad de Boston nombró a Ibram X. Kendi en julio de 2020 profesor de historia y director y fundador de su recién creado Centro de Investigación Antirracista. La universidad también nombró a la exalumna Andrea Taylor como su primera funcionaria senior de diversidad. Más tarde, en agosto, el fundador y entonces director ejecutivo de Twitter, Jack Dorsey, donó 10 millones de dólares al Centro, y señaló que el regalo llegó "sin condiciones".  Ibram Kendi fue nombrado becario MacArthur 2021 y recibirá una "beca genio" de 625.000 dólares divididos en cinco años para la investigación de su centro.

### Deflación de calificaciones
El periódico estudiantil independiente de la Universidad de Boston, The Daily Free Press,  así como The New York Times,  han publicado artículos que exploran la existencia de la deflación de calificaciones. El Times descubrió que los administradores habían sugerido a los profesores distribuciones de calificaciones ideales desinfladas. Aunque un artículo en la publicación oficial BU Today afirmó que "los GPA de los estudiantes universitarios de BU y el porcentaje de A y B han aumentado en las últimas dos décadas", The New York Times ha descubierto que las calificaciones de BU han aumentado más lentamente con respecto a muchas otras escuelas.
En 2014, el GPA promedio de un estudiante universitario de BU era 3,16, en comparación con los promedios de 3,35 de Boston College (2007), 3,48 de Amherst College (2006), 3,52 de la Universidad de Nueva York (2015) y 3,65 de la Universidad de Harvard (2015). 
Alrededor del 81 % de todas las calificaciones obtuvieron en el rango A o B (75 % en el rango B). El artículo continúa señalando que, aunque la universidad intentó frenar la inflación y la inconsistencia de las calificaciones a fines de la década de 1990, tanto el porcentaje de A como el GPA han ido aumentando desde entonces. Atribuyeron la inflación de calificaciones que se ha producido no a las políticas de calificación de los docentes, sino a la creciente calidad de cada clase entrante, lo que conduce a más calificaciones altas. 

## Atletismo

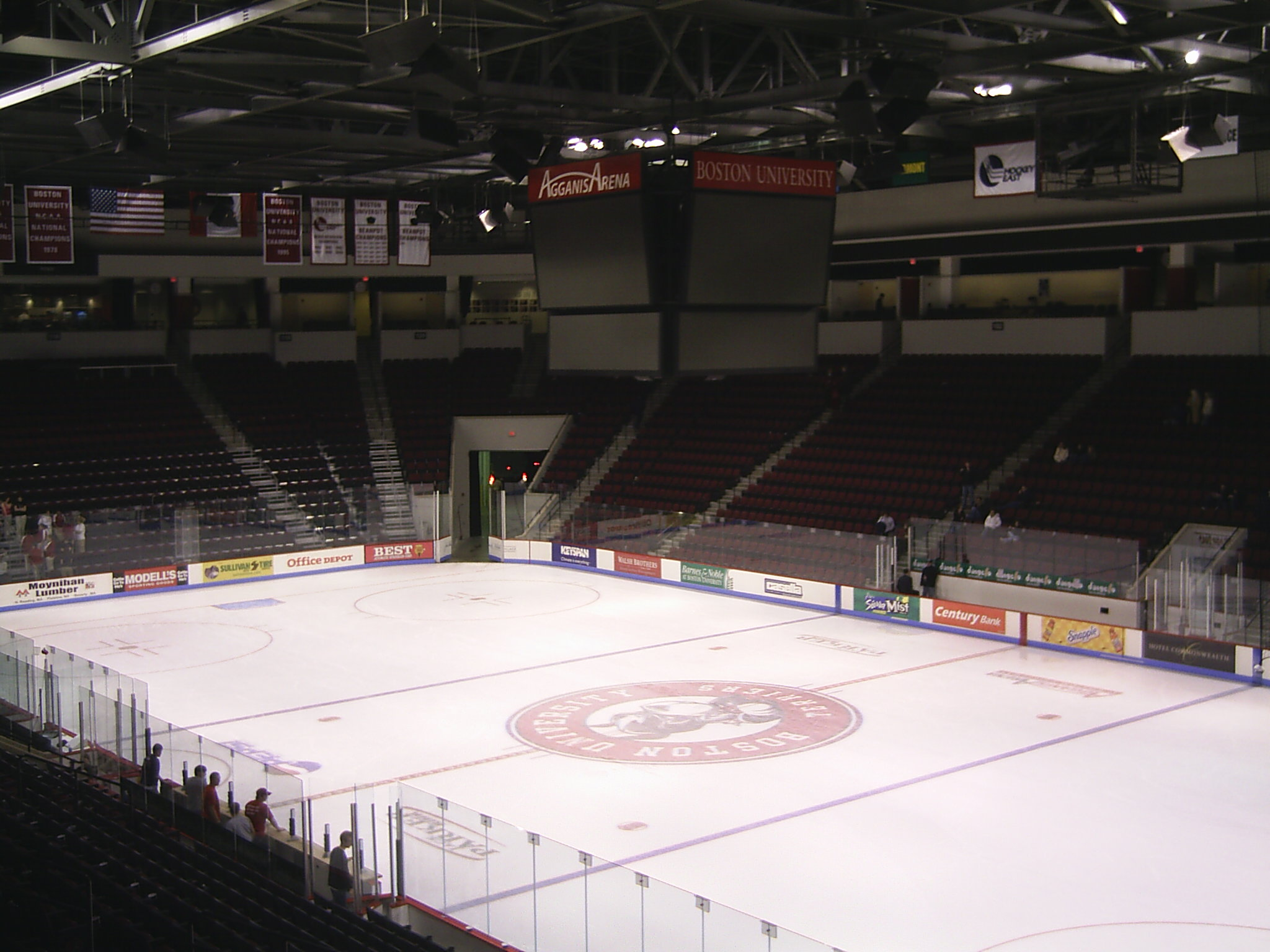
Dentro del Agganis Arena después de un partido de hockey.

Los Terriers de la División I de la NCAA de la Universidad de Boston compiten en baloncesto masculino, campo a través, golf, hockey sobre hielo, remo, fútbol, natación, tenis, atletismo y lacrosse, y en baloncesto femenino, danza, campo a través, hockey sobre césped, golf, hockey sobre hielo. lacrosse, remo, fútbol, softbol, natación, tenis y atletismo. Los equipos de atletismo de la Universidad de Boston compiten en las conferencias Patriot League, Hockey East y Coastal Athletic Association, y su mascota es Rhett the Boston Terrier, Desde el 1 de julio de 2013 la mayoría de los equipos de la Universidad de Boston compiten en la Patriot League.  El 1 de abril de 2013, la universidad anunció que recortaría su programa de lucha libre después de la temporada 2013-14.
El equipo de hockey masculino de la Universidad de Boston es el más exitoso del campus y es una potencia histórica del hockey universitario, con cinco campeonatos de la NCAA, el más reciente en 2009. El equipo fue entrenado por el miembro del salón de la fama Jack Parker durante 40 temporadas y es un importante proveedor de talento para la NHL, así como para el equipo de hockey masculino ganador de la medalla de oro olímpica de EE. UU. en 1980. Los Terriers han ganado 31 títulos Beanpot, más que cualquier otro equipo en el torneo, que incluye la Universidad de Harvard, Boston College y la Universidad Northeastern.   El equipo de hockey sobre hielo femenino de BU ha ganado 2 títulos de frijoles, uno en 1981 y otro en 2019. La Universidad de Boston también ganó un juego en 2010 contra Boston College en Fenway Park por una puntuación de 3-2, jugado una semana después del Clásico de Invierno de la NHL. 

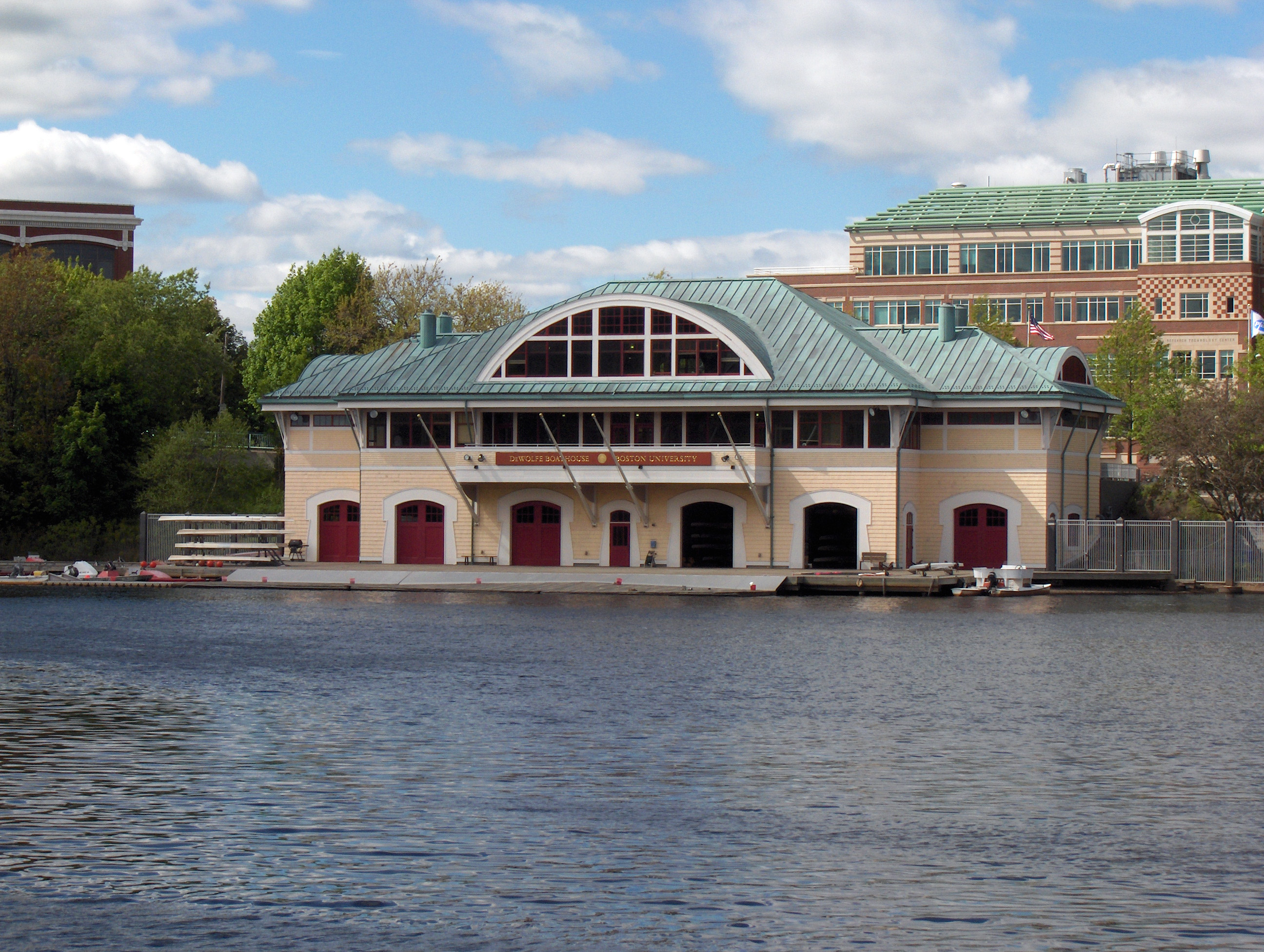
Cobertizo para botes DeWolfe.

BU también ganó dos campeonatos nacionales de remo femenino, en 1991 y 1992.
En 2020, el equipo de baloncesto masculino ganó el Campeonato de baloncesto masculino de la Patriot League por primera vez, pero el torneo de baloncesto masculino de la División I de la NCAA fue cancelado debido a preocupaciones por el coronavirus. 
La Universidad de Boston construyó recientemente el nuevo Agganis Arena, que se inauguró el 3 de enero de 2005, con un partido de hockey masculino entre los Terriers y los Golden Gophers de la Universidad de Minnesota. El estadio también alberga eventos no deportivos, como conciertos, espectáculos sobre hielo y otras actuaciones.
La Universidad de Boston disolvió su equipo de fútbol en 1997. La universidad utilizó los casi $ 3 millones de su programa de fútbol para construir la multimillonaria John Hancock Student Village y el complejo deportivo. La universidad también aumentó la financiación para programas deportivos femeninos. "Al implementar el plan total, podemos lograr un conjunto mucho más equilibrado de programas deportivos tanto para hombres como para mujeres, lo cual es consistente con la filosofía subyacente al Título IX", dijo el ex director atlético de la BU, Gary Strickler.

### Deportes de club
Los estudiantes de la Universidad de Boston también compiten en atletismo a nivel de clubes. La universidad reconoce treinta y cuatro deportes de clubes: bádminton; béisbol; Grillo; ciclismo; ecuestre; Esgrima; patinaje artístico; golf; gimnasia; hockey sobre hielo en línea, masculino y femenino; jiu-jitsu; kendo; kung fu; rugby femenino y masculino; navegación; kárate shotokan; carreras de esquí; Snowboarding; fútbol masculino y femenino; calabaza; patinaje sincronizado femenino; natación sincronizada; Tenis de mesa; triatlón; frisbee definitivo para hombres y mujeres; voleibol masculino y femenino; y waterpolo femenino y masculino. 
El BU Sailing Team es uno de los equipos de mayor éxito en la vela universitaria. El equipo ha ganado siete campeonatos nacionales, el más reciente en 1999. También tres miembros del equipo se graduaron como "Marinero universitario del año".  Entre los alumnos notables del equipo se incluyen Ken Read, patrón de PUMA Ocean Racing en la Volvo Ocean Race, y el nominado al Navegante Rolex del Año de EE. UU. en 2012, John Mollicone. 

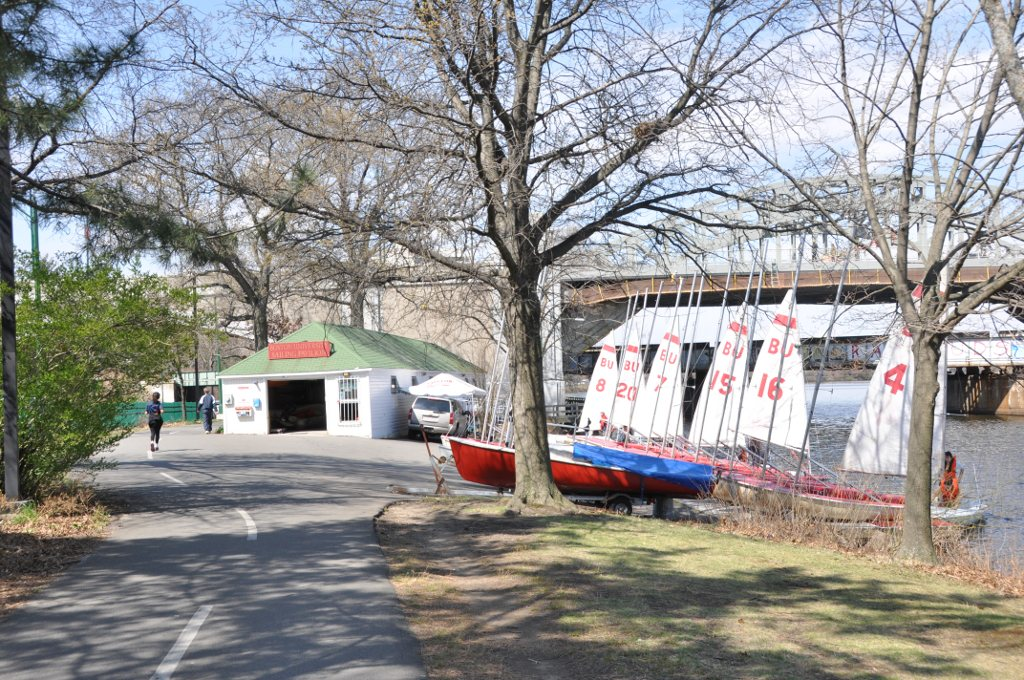
Pabellón de Vela BU.

El equipo de patinaje artístico de BU ha ganado siete campeonatos nacionales intercolegiales de patinaje artístico  y no ha terminado fuera de los tres primeros desde 2009. Son el equipo más condecorado en patinaje artístico universitario.
El equipo de voleibol del BU Men's Club ganó el Campeonato Nacional NCVF 1AA en 2016.
El equipo de hockey sobre patines de BU avanzó al torneo NCHRA en 2001, 2002 y 2003. El equipo avanzó hasta la Final Four en 2001.
Los equipos de tenis de mesa interuniversitarios masculinos y femeninos han asistido a los torneos nacionales colegiados de tenis de mesa y se han clasificado entre los 10 mejores a nivel nacional.

## Alumnos y académicos notables

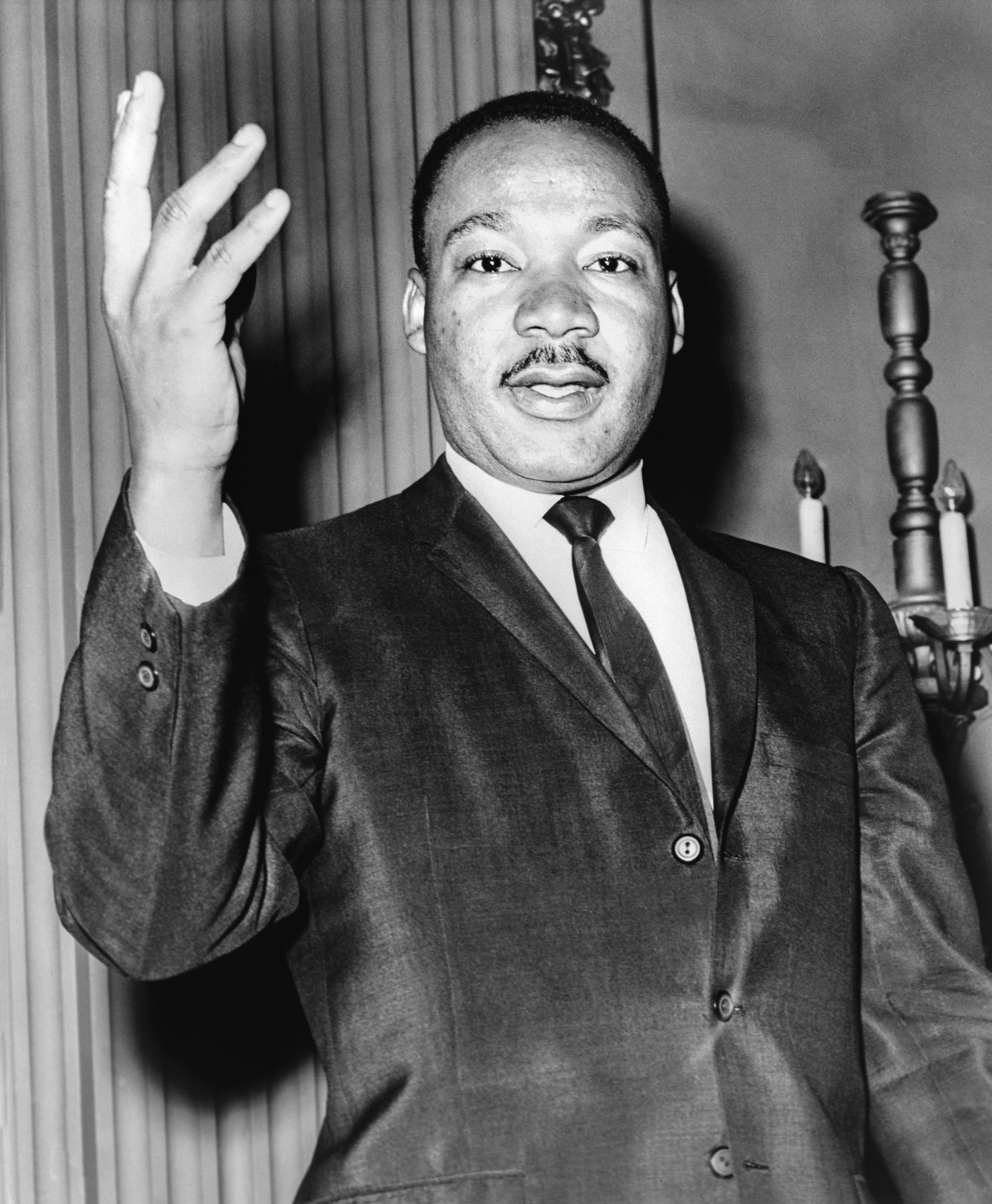
Martin Luther King Jr. (STH '55) – líder del movimiento de derechos civiles, Premio Nobel de la Paz de 1964, Medalla Presidencial de la Libertad de 1977.
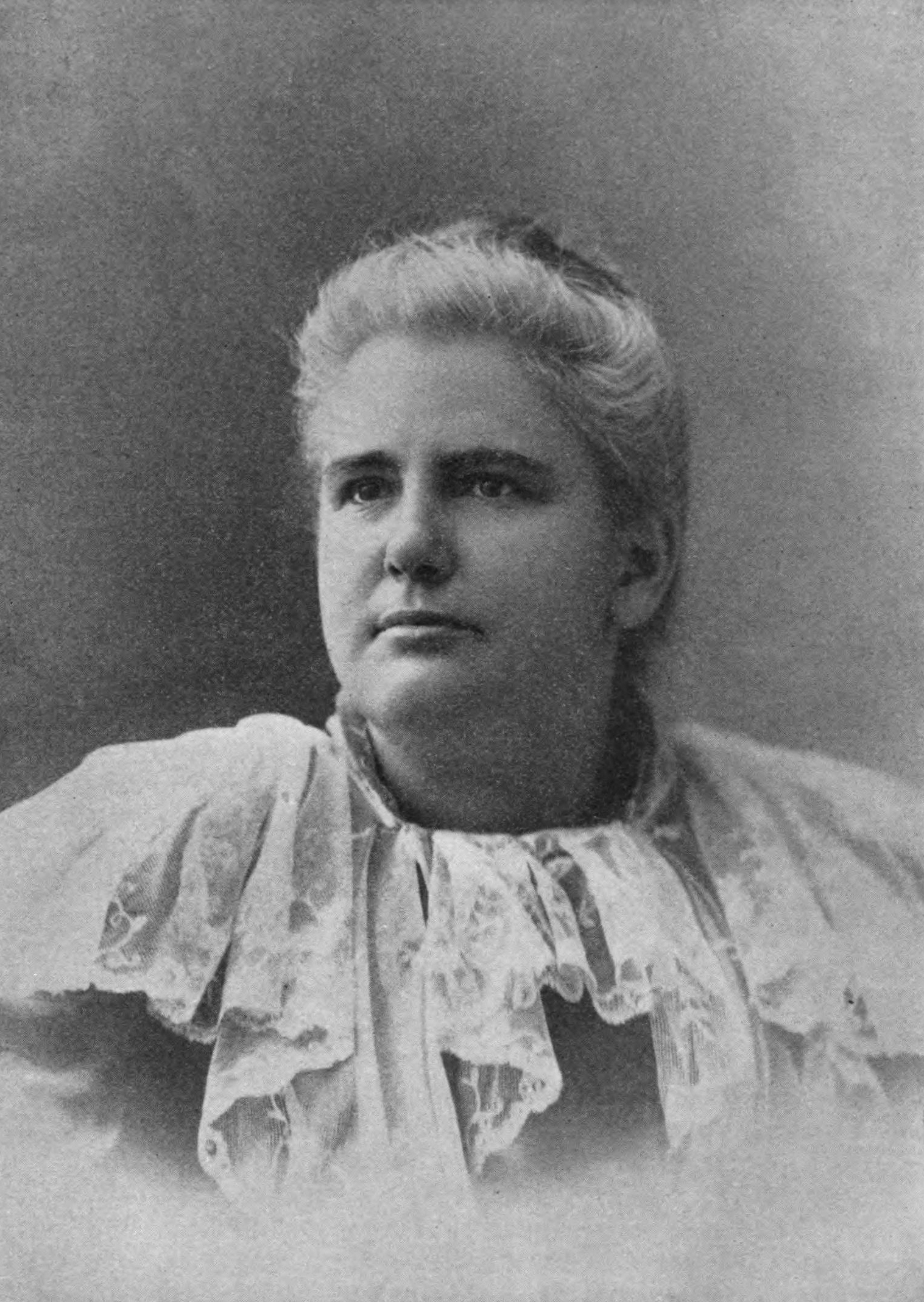
Anna Howard Shaw (STH 1878, MED 1886): líder delmovimiento por el sufragio femenino, presidenta de laAsociación Nacional Estadounidense por el Sufragio Femenino, primera mujer galardonada con la Medalla por Servicio Distinguido.
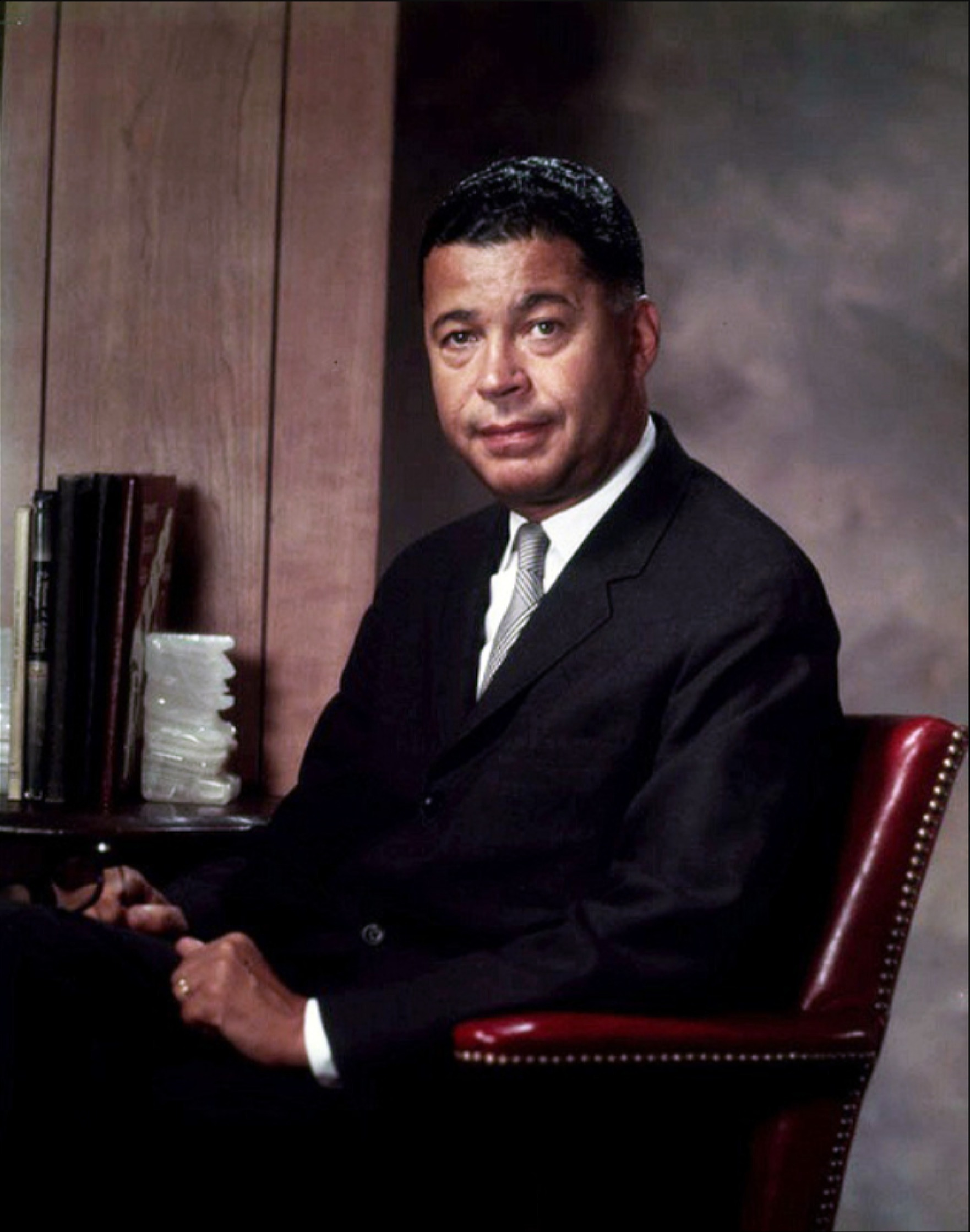
Eduardo Brooke III (LEY '48): cartilla senador afroamericano. Medalla Presidencial de la Libertad de 2004
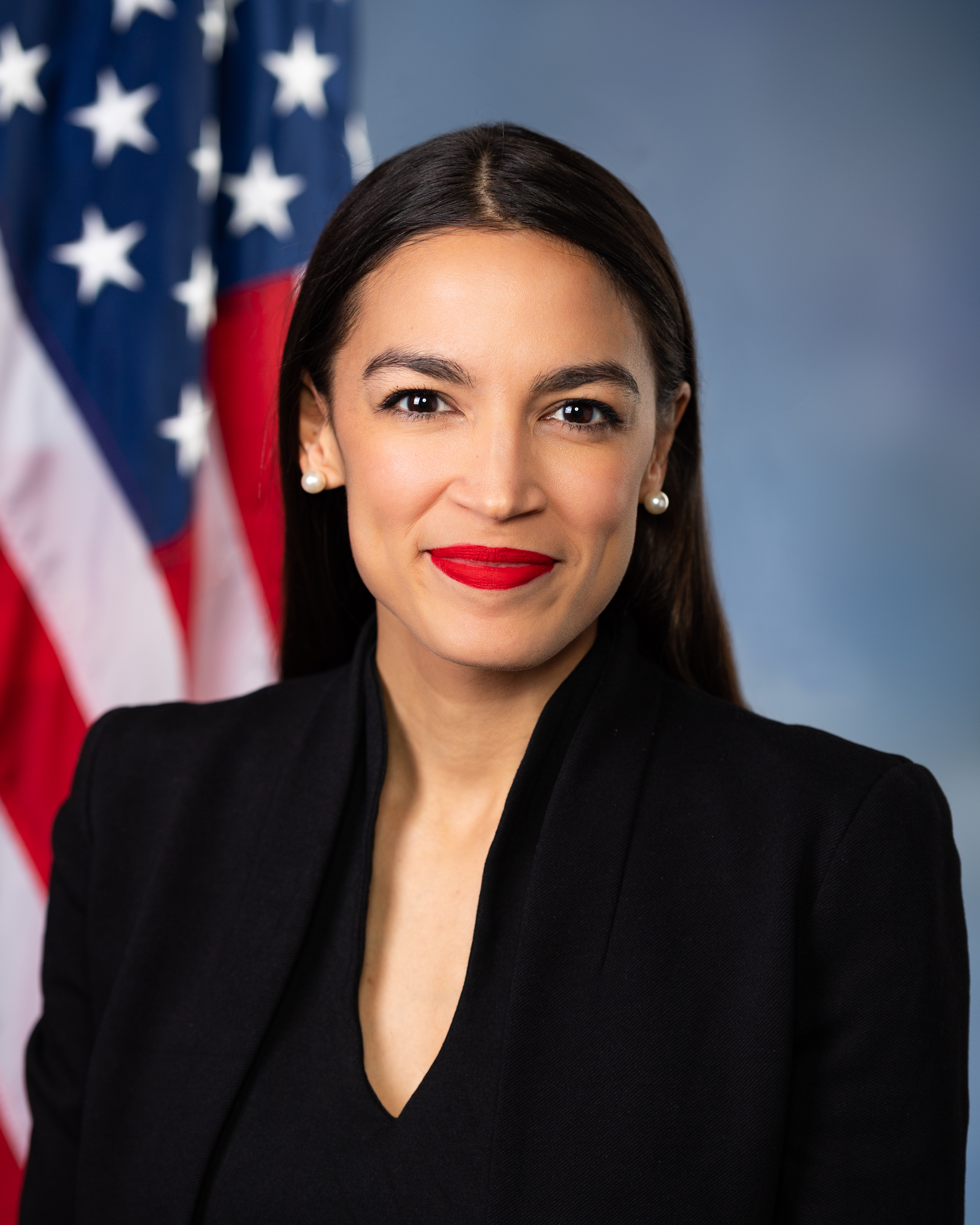
Alexandria Ocasio-Cortez (CAS '11): la mujer más joven jamás elegida Alabama Congreso
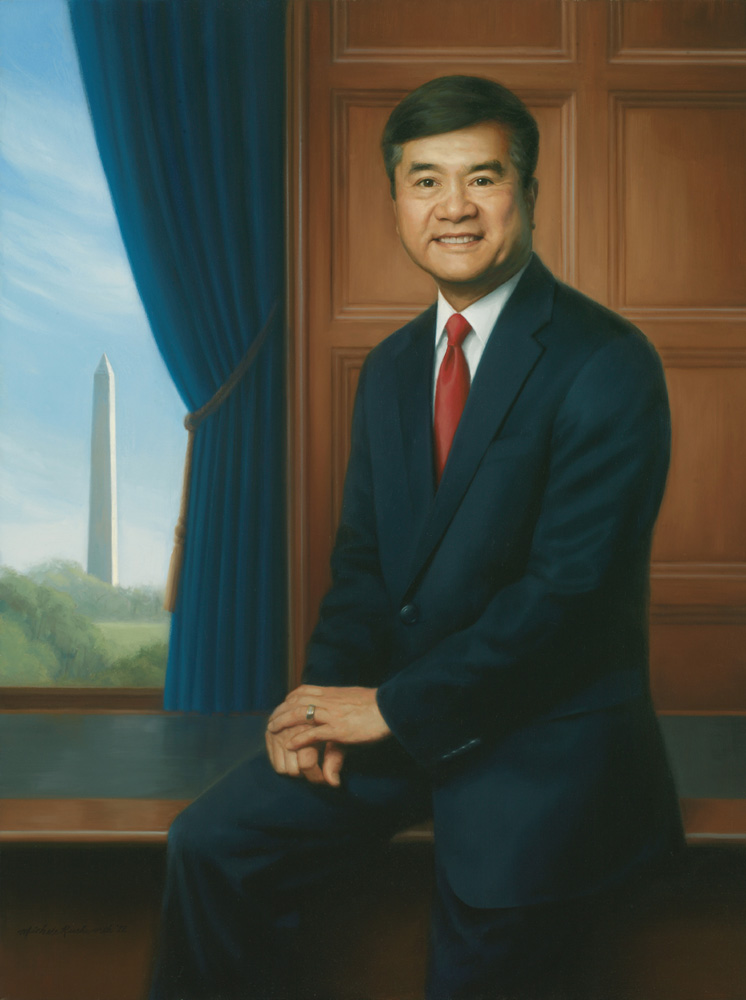
Gary Locke (LEY '75): primer gobernador asiático-estadounidense, embajador de EE. UU. es China, 36.º secretario de Comercio de EE.UU.
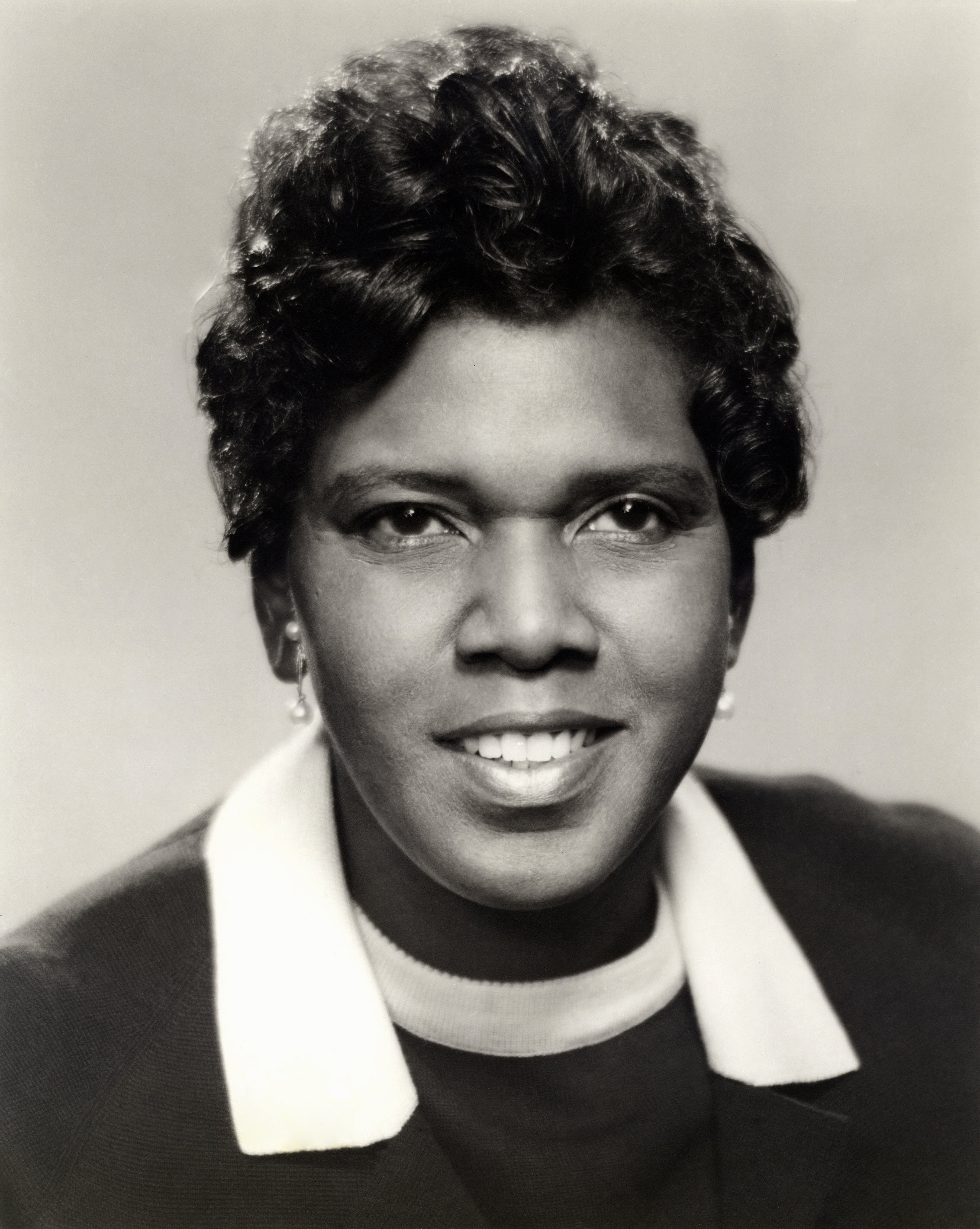
Bárbara Jordán (LEY '59): primera mujerafroamericana elegida al Congreso por el sur.
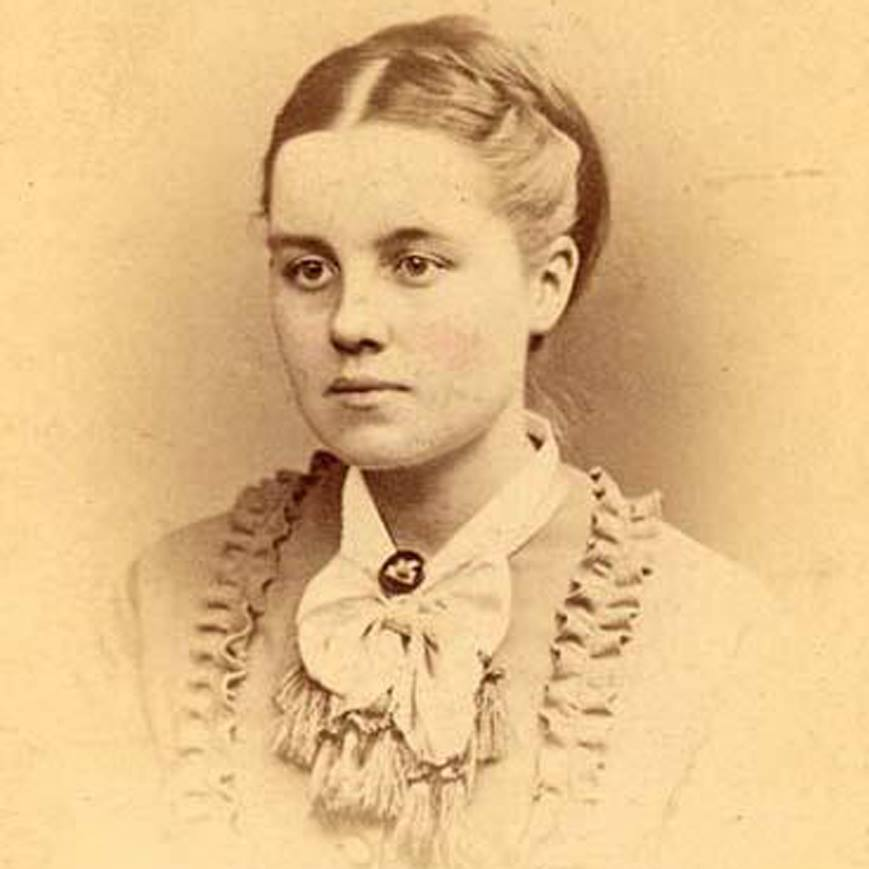
Helen Magill Blanco (GRS 1877): primera mujer en los Estados Unidos en obtener un doctorado.
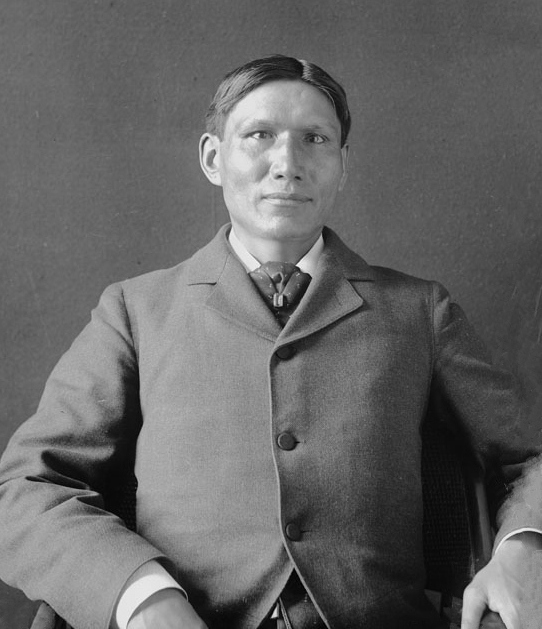
Carlos Eastman (MED 1890): imprimación nativo americano en los Estados Unidos en obtener un título de médico.
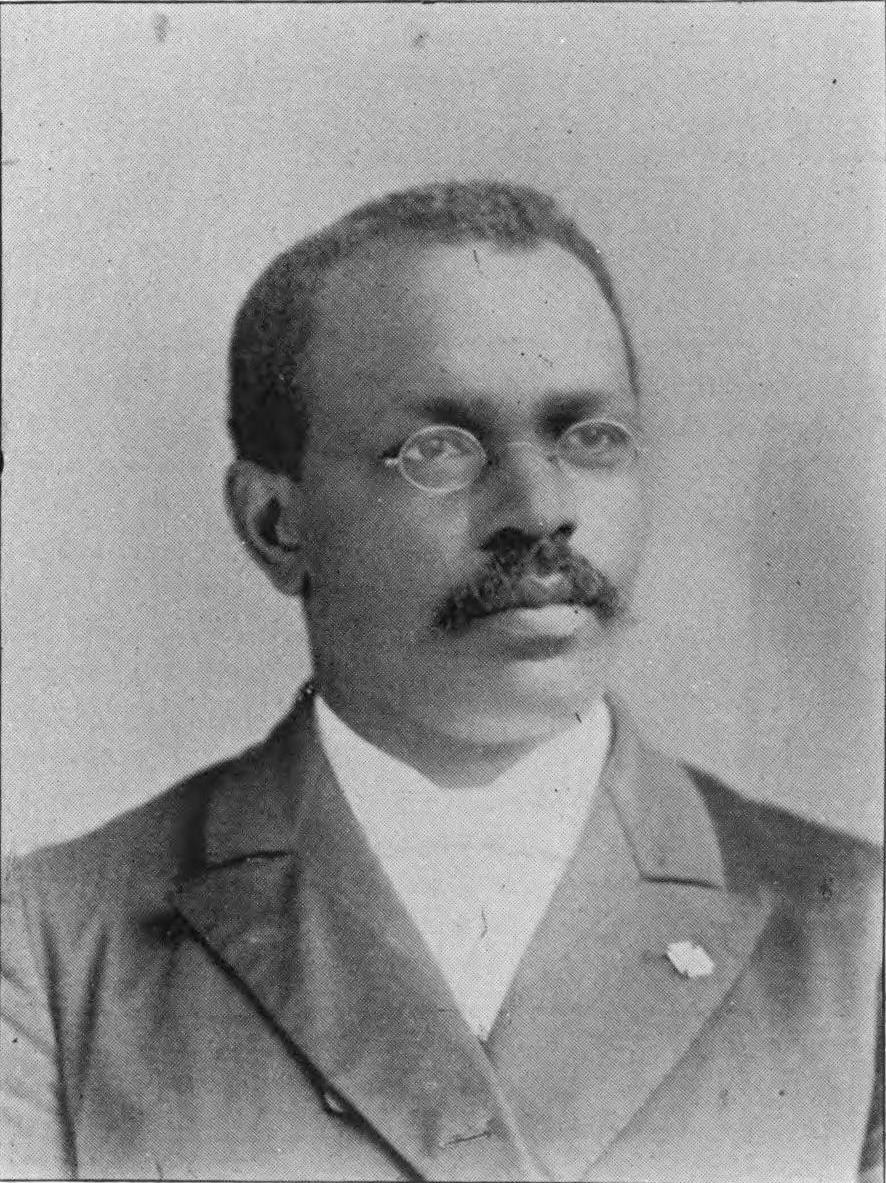
John W. Bowen (STH 1885, STH 1887): primera persona nacida esclavo en obtener un doctorado y el segundo afroamericano.

Con más de 342.000 alumnos, los graduados de la Universidad de Boston se pueden encontrar en todo el mundo, y sus graduados han logrado una serie de primicias históricas notables en la historia de los Estados Unidos. En 1837, BU se convirtió en la primera universidad del país en abrir todas sus divisiones a mujeres con una "misión fundacional [basada] en la inclusión, independientemente de su género, raza o religión". 
En el ámbito académico, Helen Magill White se convirtió en la primera mujer del país en obtener un Doctorado en Filosofía (PhD), graduándose de la Facultad de Artes y Ciencias en 1877 con un doctorado en griego. Rebecca Lee Crumpler y Charles Eastman (primero llamado Ohiyesa) fueron la primera mujer afroamericana y el primer nativo americano en la historia en obtener un Doctorado en Medicina (MD), y lo hizo en la Facultad de Medicina.
En gobierno y política, Edward Brooke III fue el primer senador afroamericano, Barbara Jordan la primera representante afroamericana de un estado del sur, Gary Locke, el primer gobernador estadounidense de origen chino, y Alexandria Ocasio-Cortez, la mujer más joven jamás elegida para Congreso.
En el activismo por los derechos civiles, el líder del movimiento por los derechos civiles Martin Luther King Jr. obtuvo su doctorado en teología sistemática en la BU en 1955. Después de ganar prominencia por defender la resistencia no violenta a la segregación, ganó el Premio Nobel de la Paz en 1964.  Howard Thurman, decano de Marsh Chapel, influyó en la adopción de la no violencia por parte de King.  Anna Howard Shaw, líder del movimiento por el sufragio femenino y presidenta de la Asociación Nacional Estadounidense por el Sufragio Femenino de 1904 a 1915, se convirtió en la primera mujer en recibir la Medalla por Servicio Distinguido.

### Matemáticas y ciencias

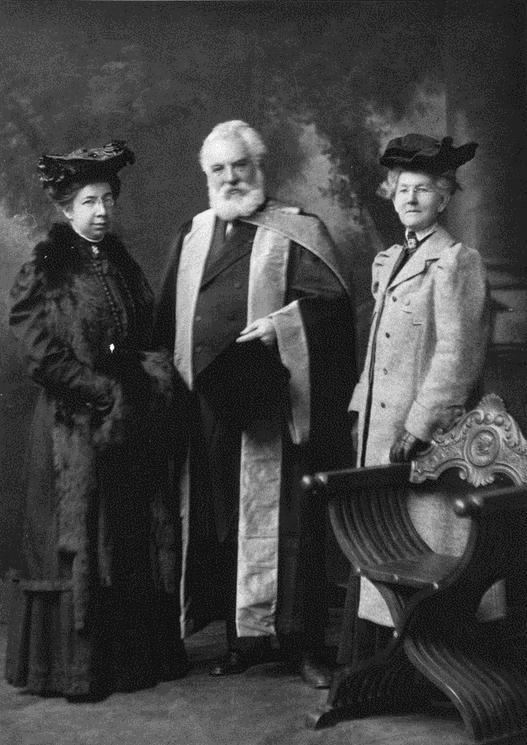
Alexander Graham Bell, quien inventó el teléfono en la Universidad de Boston.

Los afiliados de la Universidad de Boston han ganado siete premios Nobel. Entre los científicos más famosos de la Universidad de Boston se encuentra Alexander Graham Bell, un inventor del teléfono que realizó muchos de sus experimentos en el campus de la BU cuando era profesor de Fisiología Vocal y Elocución.  En Boston, Bell quedó "barrido" por el entusiasmo generado por los numerosos científicos e inventores que residían en la ciudad. En 1875, la universidad le dio a Bell un adelanto salarial de un año para permitirle continuar con su investigación. Al año siguiente inventó el teléfono en un laboratorio de la Universidad de Boston.  En pleno siglo XXI, la universidad se ha convertido en un centro pionero en biología sintética gracias al trabajo de James Collins. Collins y sus colaboradores también descubrieron que los niveles subletales de antibióticos activan la mutagénesis al estimular la producción de especies reactivas de oxígeno, lo que conduce a la resistencia a múltiples fármacos.  Este descubrimiento tiene implicaciones importantes para el uso generalizado y el mal uso de los antibióticos.
Christopher Chen, un investigador interdisciplinario cuyo trabajo involucra ingeniería, medicina y biología, se unió a la BU en 2013.  Chen dirige el Centro de Diseño Biológico del Centro Rajen Kilachand de Ingeniería y Ciencias de la Vida Integradas.  Su investigación se centra en la ingeniería de tejidos y la medicina regenerativa.
Otros científicos notables de la Universidad de Boston incluyen a Sheldon Glashow, ganador del Premio Nobel de Física en 1979, Daniel Tsui, ganador del Premio Nobel de Física en 1998, y Osamu Shimomura, ganador del Premio Nobel de Química en 2008. 

### Literatura

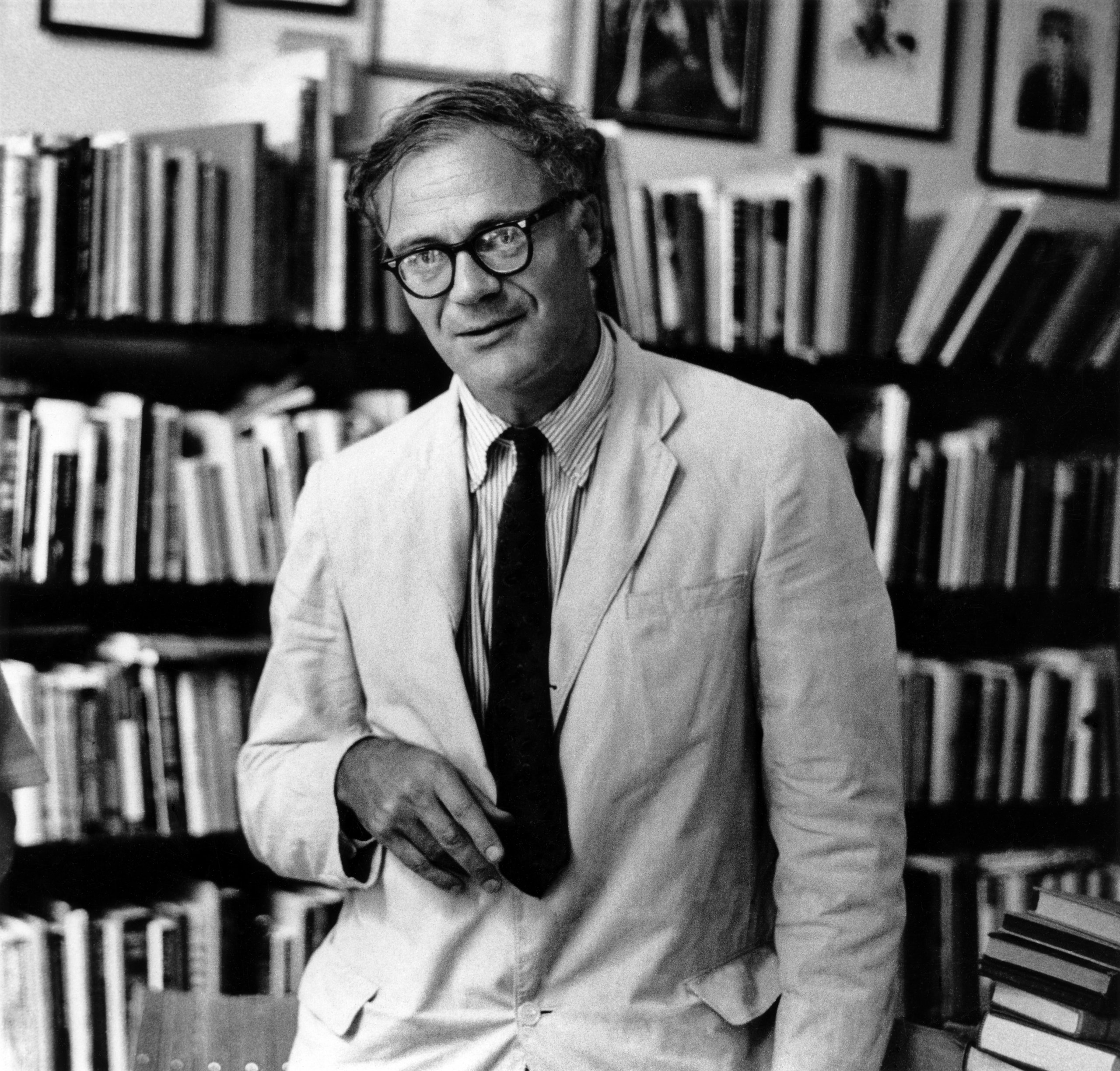
Robert Lowell

Dos poetas laureados estadounidenses han enseñado en la Universidad de Boston: Robert Lowell y Robert Pinsky.Durante el mandato de John Silber como presidente, reclutó a dos figuras literarias ganadoras del Premio Nobel para la facultad de la universidad: Elie Wiesel, ganador del Premio Nobel de la Paz en 1986, y Saul Bellow, ganador del Premio Nobel de Literatura en 1976.  Otro ganador del Premio Nobel en el Departamento de Inglés en el siglo XX fue Derek Walcott, ganador del Premio Nobel de Literatura en 1992.Los alumnos de la universidad han obtenido más de treinta premios Pulitzer.Otros escritores asociados con la universidad incluyen a Bob Zelnick,editor ejecutivo de las entrevistas Frost-Nixon, la ganadora del Premio Literario Lambda Ellen Bass, el historiador Andrew Bacevich,Ha Jin, el ganador del Premio Pulitzer Jhumpa Lahiri e Isaac Asimov.

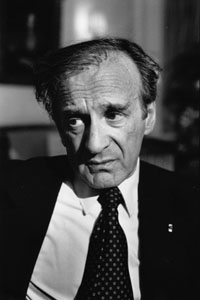
Elie Wiesel

En 1986, el crítico literario Christopher Ricks, a quien WH Auden llamó "exactamente el tipo de crítico que todo poeta sueña encontrar", se unió al cuerpo docente de la universidad y fundó el Instituto Editorial con Geoffrey Hill.El controvertido historiador Howard Zinn enseñó en el departamento de ciencias políticas durante muchos años.El periodista Thomas B. Edsall y la dramaturga Eliza Wyatt se graduaron de la Universidad de Boston.Paul Beatty, que obtuvo una licenciatura y una maestría en psicología en BU, ganó el Premio del Círculo Nacional de Críticos de Libros y el Premio Man Booker por su novela The Sellout . Es el primer escritor estadounidense honrado con el Man Booker. El exitoso autor Casey Sherman se graduó en BU en 1992.

### Gobierno y políticas

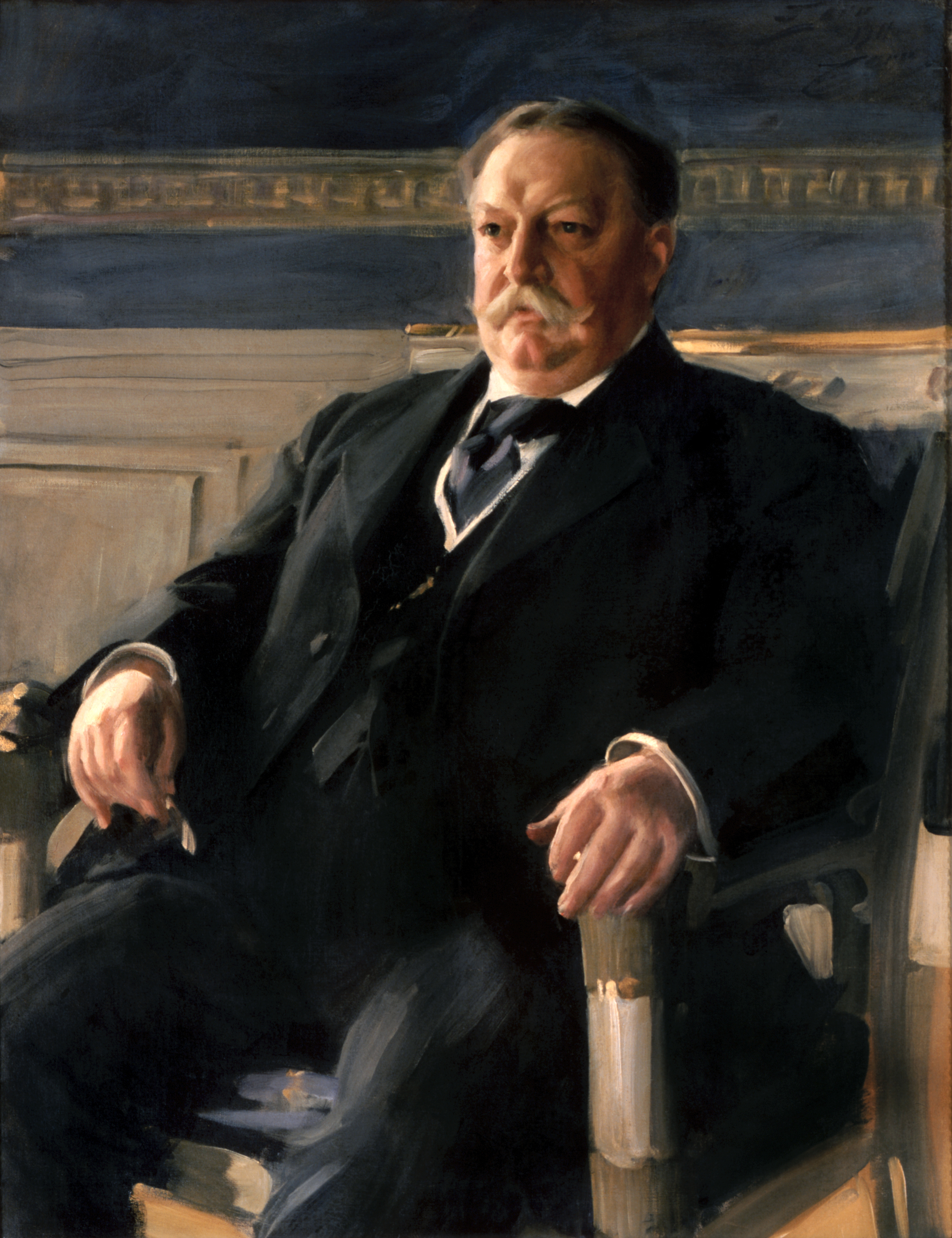
El presidente William Howard Taft dio una conferencia en la Facultad de Derecho de la BU de 1918 a 1921.

La Universidad de Boston cuenta entre sus alumnos con 13 gobernadores actuales o anteriores de estados de EE. UU., ocho senadores de EE. UU. y 33 miembros de la Cámara de Representantes de EE. UU.
Sus graduados han logrado una serie de primicias históricas en la historia de los Estados Unidos, incluido Edward Brooke III, el primer senador afroamericano, Barbara Jordan, la primera representante afroamericana de un estado del sur, Gary Locke, el primer gobernador chino-estadounidense, y Alexandria Ocasio-Cortez, la mujer más joven elegida a la Cámara.
Entre los alumnos notables de la política estadounidense se incluyen el exsecretario de Defensa William Cohen, el exembajador de Estados Unidos en China Gary Locke, el exsenador Judd Gregg, el exsenador de Estados Unidos Edward Brooke, la exfiscal general de Massachusetts Martha Coakley, la ex segunda dama Tipper Gore y la ex primera vicepresidente del Banco de la Reserva Federal de Boston Earle O. Latham. El expresidente William Howard Taft dio una conferencia sobre ética jurídica en la facultad de derecho de la universidad de 1918 a 1921. 
Después de dejar la política en 2014, el exalcalde de Boston Thomas Menino fue profesor de práctica de ciencias políticas en la universidad hasta su muerte ese mismo año. 

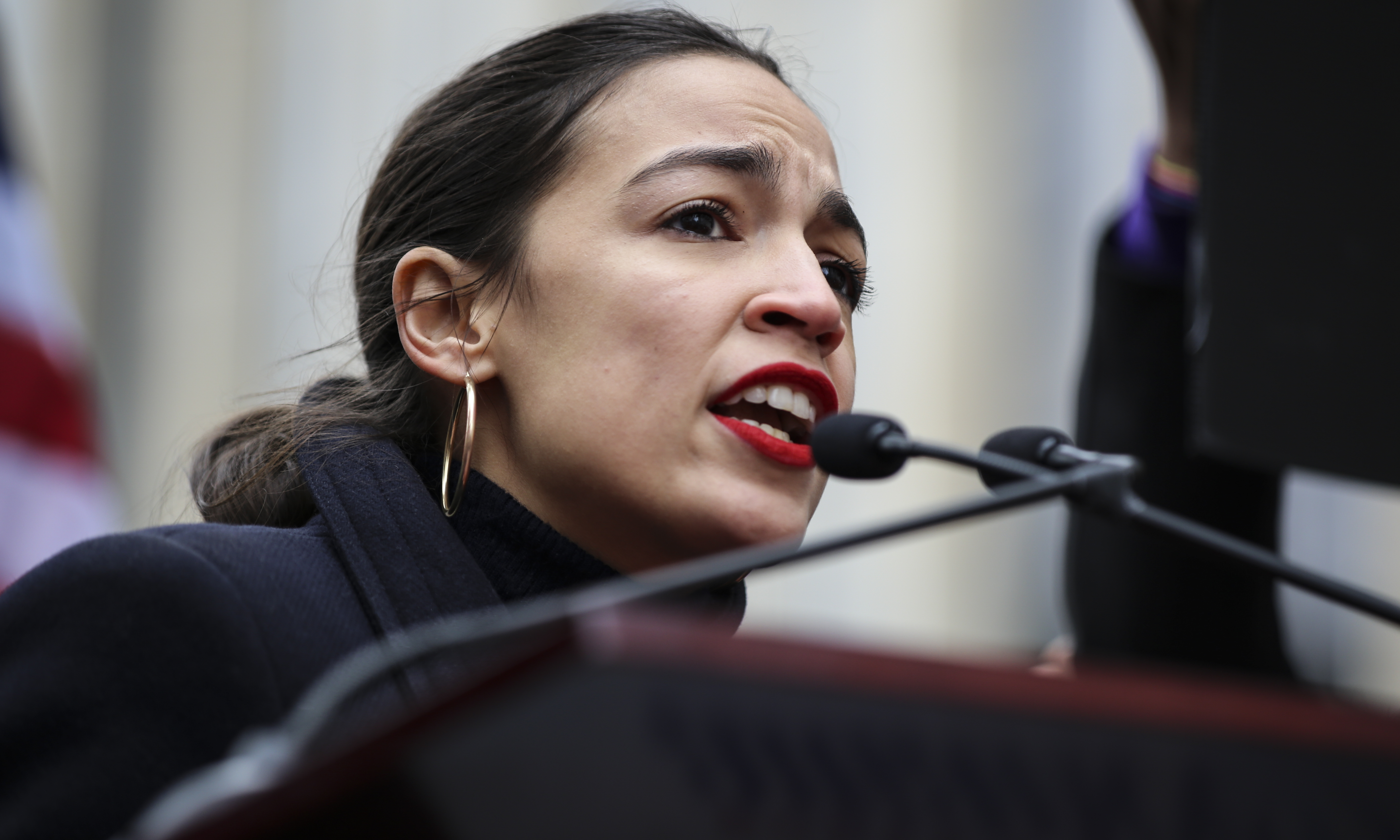
Alexandria Ocasio-Cortez en la Marcha de las Mujeres en la ciudad de Nueva York en 2019

La personalidad de televisión Bill O'Reilly estudió periodismo en la universidad en la década de 1970 y fue columnista del periódico estudiantil The Daily Free Press.  Al describir su tiempo en la universidad, escribió: "Durante ese otoño en BU, cubrir historias se convirtió en una pasión para mí. Me encantaba ir a lugares y ver cosas nuevas. Corría por Boston molestando muchísimo a todos, pero trayendo cosas buenas, copia nítida" y "lo que aprendí en la Universidad de Boston me fijó firmemente en el rumbo que sigo hasta el día de hoy. En medio del caos de Commonwealth Avenue, encontré una ocupación que disfruté". 
En política internacional, los alumnos de la Universidad de Boston incluyen a Sherwin Gatchalian, senador filipino elegido en 2016, y Daniyal Aziz, político paquistaní afiliado a la Liga Musulmana de Pakistán (N) que actualmente es miembro de la Asamblea Nacional de Pakistán. El arzobispo Makarios, primer presidente de Chipre, estudió en la Universidad de Boston con una beca del Consejo Mundial de Iglesias. El fundador de la Iglesia ortodoxa albanesa, Fan S. Noli, se doctoró en la Universidad de Boston. Moeed Yusuf, actual Asesor de Seguridad Nacional (Pakistán) del primer ministro de Pakistán, recibió su maestría y doctorado en la Universidad de Boston.

### Cine y televisión

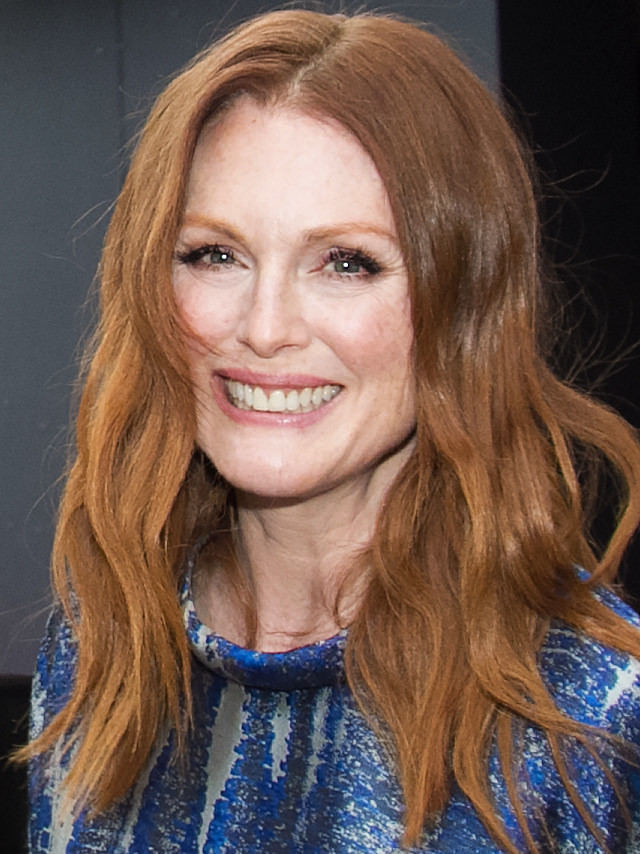
Julianne Moore

En 2014, The Hollywood Reporter tomó nota del número de mujeres graduadas de la Universidad de Boston que trabajan en Hollywood.La universidad estima que más de 5.000 alumnos, el 54 por ciento de ellos mujeres, trabajan en el sector del entretenimiento. Los graduados incluyen actores, guionistas, productores, directores y ejecutivos de la industria del entretenimiento famosos. Más de 30 exalumnos ganaron o recibieron nominaciones a los Premios de la Academia e innumerables obtuvieron premios Emmy, Globos de Oro y premios del Screen Actors Guild.
Mientras estudiaba en la BU, Harold Russell se llevó a casa el primer Oscar de la universidad, ganando el premio al Mejor Actor de Reparto por Los mejores años de nuestras vidas, y luego obtuvo su BFA en 1949.

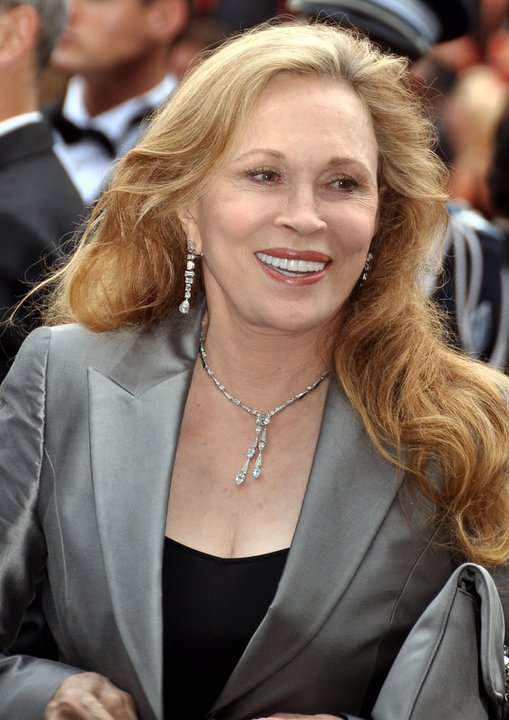
Faye Dunaway

Faye Dunaway, considerada un poderoso emblema del Nuevo Hollywood, obtuvo su licenciatura en Bellas Artes en la Universidad de Boston en 1962. Dunaway ganó Mejor Actriz por Network y recibió nominaciones a Mejor Actriz por Bonnie and Clyde y Chinatown. Las tres películas figuran en la lista de las 100 mejores películas estadounidenses jamás realizadas según el American Film Institute.
La estrella de Beetlejuice, Geena Davis, recibió su BFA en 1979 y ganó el premio a la Mejor Actriz de Reparto por The Accidental Tourist y obtuvo una nominación a la Mejor Actriz como Louise en el clásico feminista Thelma & Louise. La organización sin fines de lucro que lleva su nombre es citada por producir investigaciones pioneras basadas en datos sobre la presencia de las mujeres en el cine y los medios. En 2019, la Academia le otorgó el Premio Humanitario Jean Hersholt por “cuyos esfuerzos humanitarios han dado crédito a la industria cinematográfica”, uniéndose a personajes como Paul Newman, Oprah Winfrey y Angelina Jolie.
Julianne Moore, a menudo descrita por los medios como una de las actrices más exitosas de su generación, obtuvo su BFA de la Universidad de Boston en 1983. Moore ganó el premio a la Mejor Actriz por Still Alice en 2014 y fue nombrada entre las 100 personas más influyentes del mundo por Time en 2015. En 2020, The New York Times la clasificó en el puesto undécimo en su lista de los mejores actores del siglo XXI.
Alfre Woodard se licenció en Bellas Artes en 1974 y se une a Moore en la lista de los mejores actores del siglo XXI. Woodard es miembro de la junta directiva de la Academia de Artes y Ciencias Cinematográficas, tiene cuatro premios Emmy y una nominación al Premio de la Academia a la Mejor Actriz de Reparto por Cross Creek.

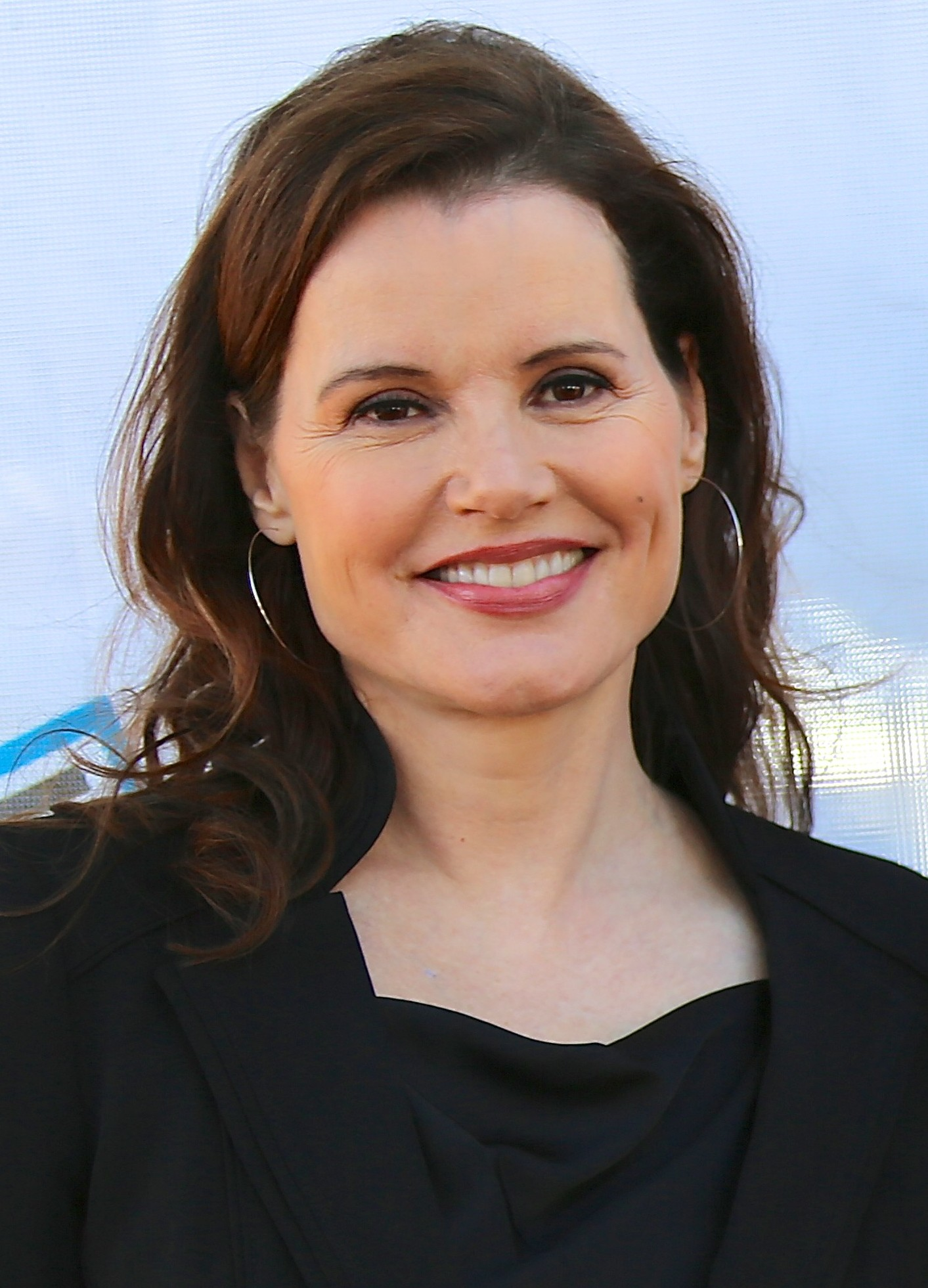
Gerena Davis

Olympia Dukakis obtuvo su licenciatura y maestría en bellas artes de la Universidad de Boston y se une a Russel para ganar el premio a la Mejor Actriz de Reparto por Moonstruck. Otros nominados en la categoría incluyen a Mariel Hemingway, nieta de Ernest Hemingway, por Manhattan y, más recientemente en 2022, Hong Chau por La ballena.
En la categoría de Mejor Película Animada, los exalumnos Roy Conli y Peter Del Vecho obtuvieron victorias consecutivas por Frozen (2013) y Big Hero 6 (2014). Los dos se basan en el trabajo de la alumna Bonnie Arnold, una figura prominente en la ola inicial de animación por computadora, conocida por producir Toy Story, Tarzán y la serie Cómo entrenar a tu dragón, esta última obtuvo nominaciones a Arnold a Mejor Película Animada en 2014 y 2019.
Los jugadores detrás de escena incluyen a WarnerBros. David Zaslov, presidente de CBS Entertainment, Nina Tassler, Bonnie Hammer, presidenta de NBC Universal, Nancy Dubuc de Vice y A&E Networks, y Debbie Liebling de Red Hour Films.

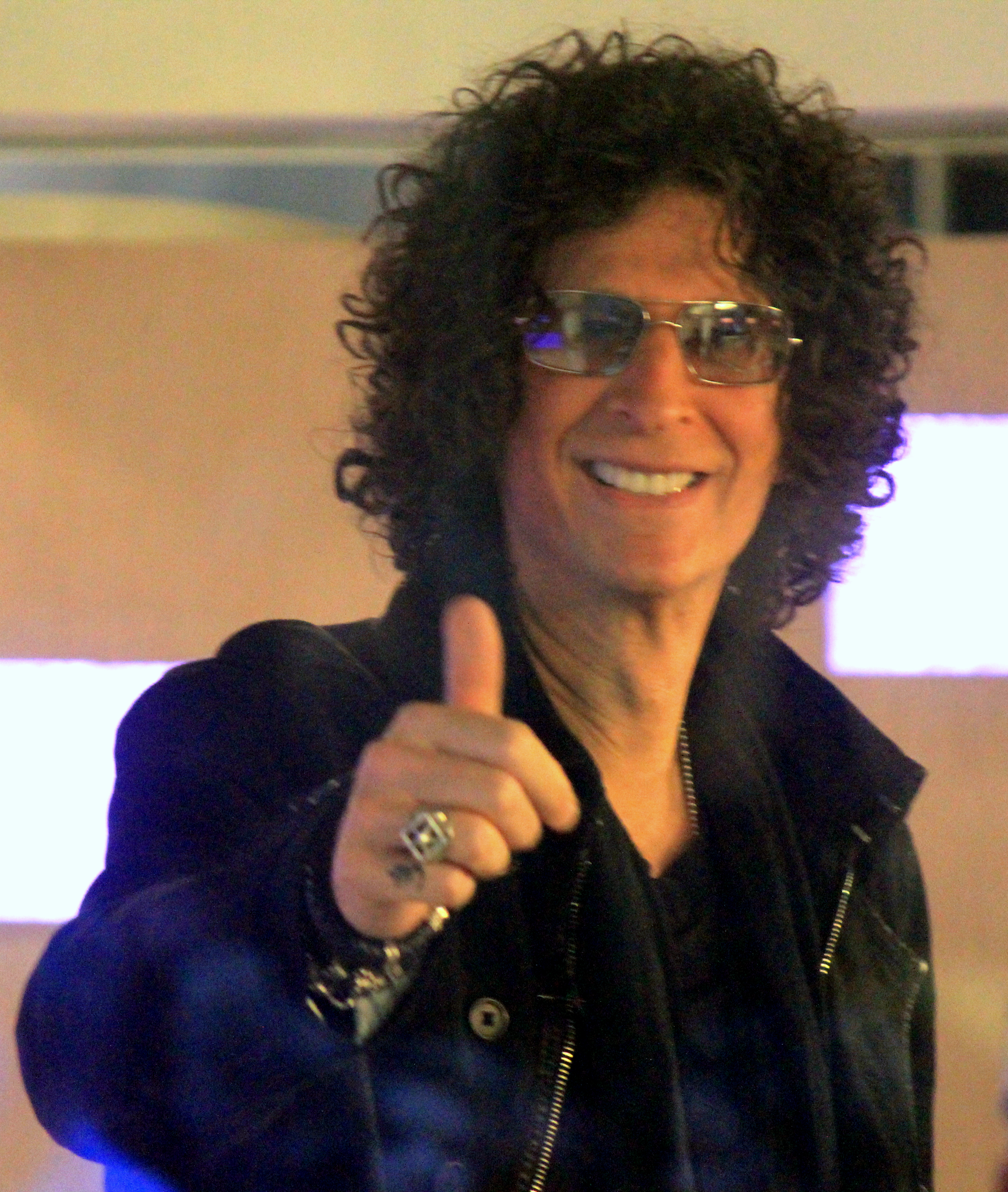
Howard Stern

### Cultura popular
Varios graduados de la Universidad de Boston han alcanzado fama en la cultura popular. Entre ellos se incluyen el locutor de radio Howard Stern; el ejecutivo de Bravo Andy Cohen; el productor de CBS Gordon Hyatt;  el célebre chef Rocco DiSpirito; el exitoso autor de autoayuda Mark Manson; Dave Kerpen, autor de superventas y empresario en serie del New York Times; el concursante de reality show y presentador de televisión Rob Mariano; Kevin O'Connor, presentador de This Old House; y la copresentadora de Project Runway y editora en jefe de la revista Elle, Nina García. El comediante estadounidense Marc Maron y la personalidad de YouTube Jenna Marbles estudiaron una maestría en educación en la universidad. El "asesino de Craigslist" Philip Markoff estudió medicina en la universidad. El ensayista de YouTube Evan Puschak de The NerdWriter y el músico y personalidad de YouTube Dan Avidan fueron a la Universidad de Boston.

### Atletismo
En los Juegos Olímpicos de 1968, el medallista de oro de 400 m en vallas David Hemeryfue estudiante en la BU en los años 1960 y entrenador en los años 1970 y 1980. John Thomasasistió a la BU a principios de la década de 1960 y ganó una medalla de plata en el salto de altura olímpico. Fue entrenador asistente de pista en BU durante la década de 1970.
El 29 de octubre de 2020, murió Travis Roy, filántropo, orador motivacional y exjugador de hockey sobre hielo de la BU. En 1995, Roy chocó con las tablas y quedó paralizado apenas 11 segundos después de su primer partido de hockey para la Universidad de Boston, dejándolo tetrapléjico.En 1996, Roy fundó la Fundación Travis Roy para financiar la investigación y ayudar a otros sobrevivientes de lesiones de la médula espinal.En 2017, BU creó la Cátedra Travis M. Roy en Ciencias de la Rehabilitación después de recibir 2,5 millones de dólares de donantes anónimos.

## En la cultura popular
A veces se hace referencia a la Universidad de Boston en el arte o la cultura pop. A continuación, se muestran algunos ejemplos notables.
- The Standells, una banda de rock and roll de California de la década de 1960, se burló del toque de queda que se aplicaba a las estudiantes en esa época en su canción de 1966 " Dirty Water ", cantando: "Las mujeres frustradas tienen que estar adentro a las doce en punto".[202]
- Partes de la película 21 de 2008 se filmaron en The Castle cuando Robert Luketic no pudo filmar en el MIT . Otras áreas alrededor del campus de la Universidad de Boston, incluida la Escuela de Administración de BU, la Biblioteca Mugar y FitRec, también proporcionaron lugares de producción para la película. [203]
- Ash, un personaje del juego Rainbow Six Siege de Ubisoft de 2015, estudió en la Universidad de Boston. [204]
- En 1962, Timothy Leary realizó su Experimento Marsh Chapel, también conocido como "Experimento del Viernes Santo", en la Marsh Chapel de la universidad. [205] El experimento investigó si la psilocibina (el principio activo de los hongos psilocibina) actuaría como un enteógeno fiable en sujetos con predisposición religiosa.
- Bea, el personaje principal de la película de 2023 Everyone But You, es estudiante de la Facultad de Derecho de la Universidad de Boston.

## Otras lecturas
- Healea, Christopher Daryl. "The builder and maker of the greater university: A history of Daniel L. Marsh's presidency at Boston University, 1926–1951" (tesis doctoral, Universidad de Boston; ProQuest Dissertations Publishing, 2011. 3463124).

- Kilgore, Kathleen (1991). Transformations: A History of Boston University. Boston: Boston University Press. ISBN 0-87270-070-4.
- Saltzman, Nancy (1985). Buildings and Builders: An Architectural History of Boston University. Boston: Boston University Press. ISBN 0-87270-056-9.